# Guardia Civil
La Guardia Civil (GC) es un instituto armado español y una de las dos fuerzas de seguridad de ámbito nacional, junto con el Cuerpo Nacional de Policía. Como gendarmería, es de naturaleza militar y cumple, entre otras, funciones de policía, dependiendo de los Ministerios de Interior y de Defensa. Fue creada el 28 de marzo de 1844 mediante real decreto, y reformada el 13 de mayo de 1844 por Francisco Javier Girón y Ezpeleta, ii duque de Ahumada, que fue el primer director general de la Guardia Civil. Nace debido a la necesidad de disponer de un cuerpo de seguridad pública de ámbito nacional, fuerte, profesional y de amplio despliegue territorial, que respondiera de manera eficiente a las necesidades de seguridad de la España de la primera mitad del siglo XIX, lo cual lleva a cabo con gran éxito. Sus 180 años de historia continuada, sin alterar su denominación, le otorgan la consideración de cuerpo policial más antiguo de España, independientemente de su ámbito (nacional o regional).
Popularmente también conocida como la Benemérita, forma parte de las fuerzas y cuerpos de seguridad del Estado, junto con el Cuerpo Nacional de Policía. Como tal, la Constitución, en su artículo 104, le fija la misión primordial de proteger el libre ejercicio de los derechos y libertades de los españoles y garantizar la seguridad ciudadana, bajo la dependencia del Gobierno de España. Dada su naturaleza militar, sus componentes tienen la consideración de militares de carrera, y el cuerpo tiene encomendadas también misiones de carácter militar, descritas en el Real Decreto 1438/2010.
Para cumplir con el cometido que la Constitución le encomienda, entre sus principales competencias se encuentran velar por el cumplimiento de las leyes y disposiciones generales, mantener y restablecer, en su caso, el orden y la seguridad ciudadana, prevenir la comisión de actos delictivos, investigando los delitos para descubrir y detener a los presuntos culpables, así como de manera exclusiva le compete la vigilancia del tráfico en las vías públicas interurbanas —salvo en Cataluña, País Vasco y Navarra, que actualmente se negocia —, el transporte interurbano de presos, la seguridad de infraestructuras como puertos y aeropuertos de interés general, la seguridad y vigilancia de las fronteras y las costas, así como todo lo relativo a la normativa sobre armas y explosivos. Realiza sus competencias en todo el territorio nacional y su mar territorial, a excepción de las capitales de provincia y los términos municipales y núcleos urbanos que el Gobierno determine que le corresponden al Cuerpo Nacional de Policía. Así, se puede encontrar a la Guardia Civil en núcleos rurales como en núcleos urbanos de gran población. Todo ello la convierte, en una de las unidades policiales más versátiles del mundo.
Asimismo, la Guardia Civil es el cuerpo policial con mayor número de agentes de España. Cuenta también con el mayor despliegue territorial y número de competencias policiales, entre las que se encuentran tanto las compartidas con el CNP u otros cuerpos policiales autonómicos (policía judicial, terrorismo, orden público, seguridad ciudadana, etc.), como las exclusivas (normativa de armas y explosivos, aguas territoriales, resguardo fiscal, seguridad aeroportuaria, fronteras, tráfico (excepto en País Vasco, Navarra y Cataluña), conducción de presos, protección del medio ambiente, rescates, etc.). 
Una parte (entre un tercio y dos quintos) de sus agentes viven en las llamadas casas cuartel, acuartelamientos (de los que la Guardia Civil dispone de más de 2000 en toda España, debido a su amplísimo despliegue territorial) que pueden alojar tanto las dependencias policiales como viviendas de los agentes (denominados "pabellones"), con el objetivo de aumentar su inmediata disponibilidad y facilitar la movilidad geográfica de los mismos en los diferentes destinos. Sin embargo, en los últimos años, debido a la despoblación de ciertas zonas rurales se ha procedido al cierre de unos 1000 de los más de 3000 acuartelamientos de los que se llegó a disponer.

## Emblemas, sobrenombre y signos distintivos

### Símbolos
Su emblema está formado por una espada desnuda terciada en banda y una fasces, formada por un haz de lictores con hoja de segur al flanco diestro terciados en barra, ambos pasantes en aspa, sumados de una corona real. El haz de lictores representa autoridad. La espada, en posición rendida —único caso conocido en la heráldica—, representa la sumisión de la fuerza al servicio de la autoridad legalmente constituida.
También se utiliza como logotipo para la imagen institucional —no como emblema— el formado por las letras G y C, entrelazadas, sumadas de la corona real y que ha sido emblema histórico de la corporación, a excepción de los periodos republicanos en los que la corona real se modificó a corona mural.

### Himno
El primer himno fue compuesto entre 1915 y 1916 por la religiosa Asunción García Sierra (letra) e Idefonso Moreno Carrillo (música) como himno escolar, común a ambos Colegios. En la década de 1920, el teniente coronel José Osuna Pineda fue destinado al Centro como Jefe de Estudios y arregló el texto y la melodía originales. Este himno fue el del Colegio de Guardias Jóvenes, desde diciembre de 1922. A pesar de no existir ninguna disposición legal, el himno se convirtió en oficial a partir de su uso.

### Sobrenombre

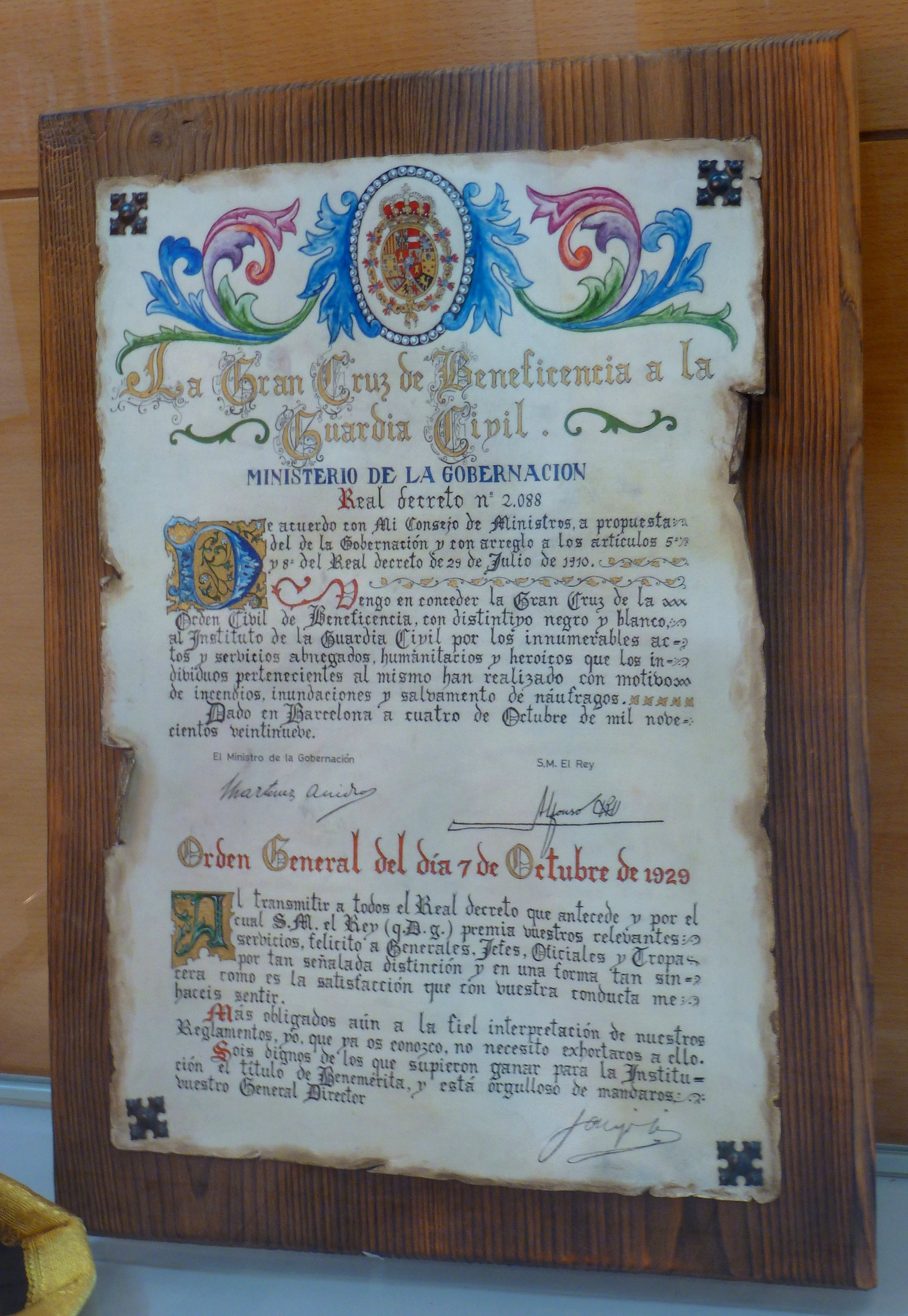
Reproducción del diploma de la concesión de la Gran Cruz de Beneficencia a la Guardia Civil el 4 de octubre de 1929.

Si bien la Guardia Civil ya desde sus principios fue popularmente reconocida y admirada por sus numerosos servicios de auxilio y ayuda a la población en toda clase de catástrofes y desgracias, adquirió el título de Benemérita al serle concedida al Instituto la Gran Cruz de la Orden Civil de Beneficencia, con distintivo negro y blanco, en reconocimiento oficial por los servicios prestados a la sociedad por Real Decreto número 2.088 de 4 de octubre de 1929.

### Casas cuartel
La mayoría de los acuartelamientos de la Guardia Civil disponen de viviendas para sus componentes y familias. Por este motivo se denominan casas cuartel, cumpliendo esta peculiaridad como parte de la seguridad del acuartelamiento, y residiendo su razón de ser en la alta disponibilidad de los componentes del Cuerpo ante eventuales necesidades de la sociedad, que requieran de sus servicios con prontitud. Estas instalaciones han sido tradicionalmente objetivos de la organización terrorista ETA, principalmente, que ha atentado contra ellas en 89 ocasiones, causando 33 muertos, así como de otras organizaciones (GRAPO, EGPGC, Terra Lliure). Los atentados más graves fueron el de la casa cuartel de Zaragoza, en 1987, y el de la casa cuartel de Vich (Barcelona), en 1991, que causaron 11 y 10 muertos, respectivamente. En la entrada de estas casas cuartel se puede encontrar la tablilla, grabada en ella o sobre la pared, con la leyenda «Casa Cuartel de la Guardia Civil». Posteriormente, y como en toda instalación militar, se incorporó el lema Todo por la Patria.

### Lema
El lema de la Guardia Civil es: «El honor es mi divisa». Está extraído del artículo 1 de la «Cartilla del Guardia Civil», escrita por el duque de Ahumada en 1845, que dice: «El honor es la principal divisa del guardia civil; debe, por consiguiente, conservarlo sin mancha. Una vez perdido no se recobra jamás». Refleja el espíritu que rige al Instituto y la cualidad más valorada por el mismo.
Este alto concepto del honor debe entenderse, según la propia doctrina de la Institución, más como "la cualidad moral que lleva al más exacto cumplimiento de los deberes", es decir, como sinónimo de honestidad y honorabilidad, que como etéreo concepto calderoniano «... al Rey, la hacienda y la vida se ha de dar, pero el Honor es patrimonio del Alma, y el Alma solo es de Dios».

### El tricornio
El elemento de la uniformidad que caracteriza a la Guardia Civil es el tricornio, si bien actualmente se usan, además de este, otras prendas de cabeza como gorras, boinas o gorros cuarteleros. A lo largo de su historia han sido utilizadas otras prendas de cabeza de diversos tipos, colores y formas, destacando entre ellos la teresiana. El tricornio ya se encuentra en desuso, excepto para desfiles, servicios de representación y ciertos servicios de seguridad en edificios oficiales. Curiosamente, esta prenda de cabeza no se denomina de esta forma por parte de la Guardia Civil, sino que se la conoce de manera oficial como "sombrero negro".

### Patronazgo
El 8 de febrero de 1913, la Virgen del Pilar fue declarada mediante real decreto su excelsa Patrona.

## Uniformidad
Desde la época fundacional, el color principal de los uniformes fue el azul oscuro ("dado en tina") con cuello, vivos, vueltas y bocamangas en grana. No obstante, ya en aquellos años se empleó el verde para algunas capotas o sobretodos que constituían la prenda de abrigo para servicios principalmente en despoblados y cuyo color pudiera haber sido aconsejado por la mayor discreción con que así se podría mover la pareja por los campos y montes. Este uniforme, el de los colores de la época fundacional (azul oscuro y granate) está en vigor, siendo la uniformidad de "etiqueta" que se utiliza en ocasiones especiales o por parte de guardias civiles que rinden honores, por ejemplo, en el Palacio de la Moncloa. En este caso, el sombrero negro (tricornio) es de fieltro, negro y amarillo.
El color característico que actualmente conocemos en su uniforme es el verde, que ya se empezó a imponer durante la monarquía alfonsina y la II República, aunque en tonos más claros, adoptándose un gris-verde más oscuro a partir de la reforma de uniformidad realizada en el año 1940 (Reglamento de uniformidad adoptado a partir de la fusión con el cuerpo de Carabineros) y posteriormente en enero de 1943 (Reglamento de uniformidad y equipo para el Ejército).
En algunas especialidades, como las de la Agrupación de Reserva y Seguridad, se utiliza un verde muy oscuro, que aparenta ser negro.
En 2010, tras la aprobación de una nueva Orden General de Uniformidad en diciembre de 2009, se comenzó a implantar una nueva uniformidad en la Guardia Civil, que supuso un cambio muy significativo en la funcionalidad, aunque no necesariamente en la estética, manteniendo el color verde tradicional combinado con un tono verde más oscuro, casi negro. Además de ser sustituida la que ya se podía considerar tradicional teresiana, por una gorra más sencilla. En apariencia esta significativa modificación del vestuario se ha debido de imponer por razones de comodidad y confort táctico u operativo de los guardias civiles, quedando relegados otros criterios más tradicionales como su vistosidad, elegancia y representación, perseguidos por Ahumada en los momentos de su fundación.

## Historia
En 1476 los Reyes Católicos crearon un nuevo reglamento para las hermandades policiales de España, que habían existido durante la Edad Media, para mantener la seguridad en los campos. Este nuevo reglamento las unificó y las puso bajo la autoridad de los reyes. Fue conocida como la Hermandad General y, posteriormente, como la Santa Hermandad. Estaba organizada en capitanías y puede considerarse el precedente de la Guardia Civil. A principios del siglo XIX era una organización prácticamente testimonial. Fue disuelta en 1835.

Tras la guerra de la Independencia (1808-1814), aumentaron las bandas de delincuentes. Esto fue conocido como el bandolerismo. La Milicia Nacional, que había servido para combatir al invasor francés durante la guerra, fue reinstaurada en el Trienio Liberal, entre 1820 y 1823, pero estaban desorganizados y eran poco profesionales.

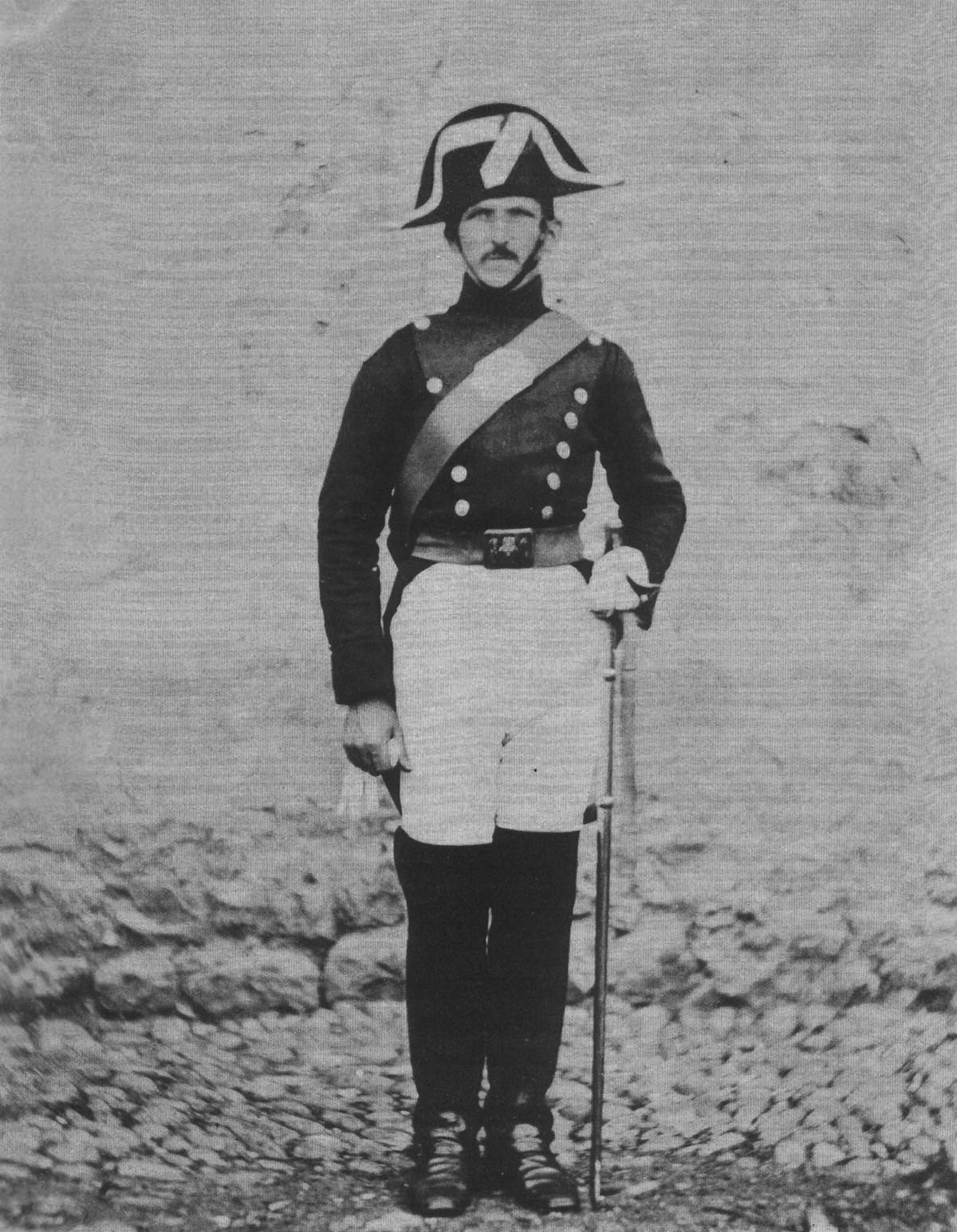
Primera fotografía conocida tomada a un Guardia Civil, en Reinosa entre 1855 y 1857.

En 1820 Pedro Agustín Girón, teniente de la Guardia Real, propuso la creación de una organización policial con estructura militar pero al servicio del poder civil, llamada Legión de Salvaguardias Nacionales. Finalmente, este proyecto no se llevó a cabo y tuvo que marcharse al exilio con su hijo, Francisco Javier Girón Ezpeleta, en 1822.
En 1824 Fernando VII creó la Policía General del Reino. Sin embargo, esta se ocupó sobre todo de las ciudades y quedó desvirtuada por Francisco Tadeo Calomarde al convertirse en una policía política que reprimía a enemigos del absolutismo. En 1827 esta organización fue reformada y el superintendente Juan José Recacho huyó al extranjero. La reforma hizo que, obligatoriamente, fuesen agentes al servicio de miembros de la judicatura y de los alcaldes mayores de las provincias.
Para el control de fronteras y evitar el contrabando, en 1829 Fernando VII creó el Real Cuerpo de Carabineros de Costas y Fronteras, completado por el Resguardo Civil, que ejercía un control en el interior. En 1842 se reorganizó como el Cuerpo de Carabineros del Reino, a cargo del mariscal de campo Martín José de Iriarte. Este dependía del Ministerio de Hacienda.
En noviembre de 1843 el presidente del gobierno, Salustiano Olózaga, consideró que la policía de entonces no era lo suficientemente eficaz y quiso reinstaurar la Milicia Nacional, pero el proyecto no se llevó a cabo y terminó dejando el gobierno.
El 5 de diciembre pasó a ser presidente Luis González Bravo. El 31 de diciembre de 1843 el ministro de la Guerra, Manuel de Mazarredo, escribió una solicitud al ministro de la Gobernación, el marqués de Peñaflorida, para que crearse una fuerza pública que librase al Ejército de tener que perseguir a delincuentes. Según algunos autores, la creación del cuerpo no tiene que ver con la protección del campo y el control de la delincuencia, sino con la desconfianza de la clase gobernante hacia el Ejército, tanto en su obediencia a Isabel II (declarada mayor de edad el 8 de noviembre de 1843) como en su capacidad para contener desórdenes civiles. El real decreto de su fundación indicaba que "la fuerza civil sirve para evitar la intervención del Ejército en los actos populares".
El subsecretario de Gobernación, Patricio de la Escosura, redactó el Real Decreto del 26 de enero de 1844, para la reorganización de la seguridad pública en España. El 30 de enero de 1844 se publicó un reglamento desarrollando este Real Decreto, en cuyo artículo 10 se decía que el ministro de la Gobernación organizaría "una fuerza especial destinada a proteger eficazmente a las personas y las propiedades, cuyo amparo es el principal objeto del ramo de protección y seguridad".
El ministro de la Gobernación se dedicó a la elaboración de un decreto para la creación de esta fuerza de seguridad. El 10 de marzo presentó al Gobierno un borrador completo, que fue modificado por el Consejo de Ministros en algunos aspectos, dando lugar a un nuevo documento el 14 de marzo. Los que redactaron este decreto fueron Patricio de la Escosura y Manuel Beltrán de Lis y Ribes. La reina Isabel II firmó el Real Decreto el 28 de marzo de 1844.
El Real Decreto del 12 de abril de 1844 estableció que el Ministerio de la Guerra se encargaría de la organización inicial de la Guardia Civil, pero que posteriormente estaría a cargo de las autoridades civiles. La organización de este cuerpo le fue encargada al mariscal de campo Francisco Javier Girón Ezpeleta. Este Real Decreto le fue enviado, junto con una comunicación oficial de su encargo, a Cataluña, en donde se encontraba, el 15 de abril.
Francisco Javier Girón Ezpeleta, II duque de Ahumada y V marqués de Las Amarillas, fue un militar isabelino que sirvió a las órdenes del general Leopoldo O'Donnell en la primera guerra carlista, contra el general Ramón Cabrera. En 1843 fue nombrado jefe militar en la región de Cataluña. Allí conoció la formación de los Mozos de Escuadra, que le agradó y del cual tomó ideas para la formación de la Guardia Civil. En aquel entonces existían otras organizaciones de seguridad en España: rondas volantes extraordinarias en Cataluña, compañías de miñones y de migueletes en Valencia, escopeteros en Sevilla, Toledo y Ciudad Real, escuadras de gendarmes en Pamplona, celadores en las provincias de Castellón de la Plana y Jaén, entre otras, salvaguardias en Santander, la compañía de faletís en Cádiz, el tercio rural de migueletes en Salamanca y muchas otras. En estas organizaciones había unos 4 000 efectivos en total.
Canarias se encargaban de esto batallones y secciones de militares. En 1877 se crearon las Compañías de Guardias Provinciales, formadas por militares que realizaban una función similar a la de la Guardia Civil.
El duque de Ahumada propuso la creación de un cuerpo de seguridad profesional, estable y bien organizado. Le dio mucha importancia a que la tropa tuviera un buen sueldo, para evitar la corrupción, y también que fuese gente de conocida honradez y alfabetizada. También propuso que hubiera más oficiales subalternos, para que hubiese una mayor vigilancia. Redactó siete puntos para la organización, que fueron aceptados por el presidente Narváez y recogidos en el Real Decreto del 13 de mayo de 1844.
El uniforme quedó establecido por Real Decreto del 15 de junio de 1844.
El verano de 1844 se recibió a los aspirantes en los cuarteles de Leganés, Vicálvaro y Alcalá de Henares.
El 1 de septiembre el presidente y ministro de la Guerra, Narváez, pasó revista a la Guardia Civil por primera vez, a las afueras de la Puerta de Atocha. Había 1500 guardias de infantería y 370 de caballería. Ese día el duque de Ahumada fue nombrado inspector general de la Guardia Civil.
El Reglamento para el Servicio de la Guardia Civil, aprobado por el Real Decreto del 9 de octubre de 1844, estableció las obligaciones y facultades de la Guardia Civil, su dependencia orgánica, vinculada en lo referido a su servicio peculiar al Ministerio de la Gobernación. El artículo dice que el objetivo de la Guardia Civil es: «la conservación del orden público, la protección de las personas y las propiedades (…) y el auxilio que reclame la ejecución de las leyes». El artículo 31 dice: «En los caminos, en los campos y despoblados, toda unidad o individuo de la Guardia Civil cuidará de proteger a cualquier persona que se vea en  algún peligro o desgracia, ya prestando el auxilio de la fuerza, ya facilitando el socorro que tuviese a su alcance».
El 10 de octubre de 1844 la reina Isabel II pasó a ser mayor de edad, conforme a la legislación de entonces, al cumplir 14 años. Ese día, fue desde el Palacio Real a inaugurar las nuevas Cortes. En el recorrido, fue escoltada por la Guardia Civil.
El Reglamento Militar de la Guardia Civil, aprobado por el Real Decreto del 15 de octubre, fue elaborado por el Ministerio de la Guerra bajo la égida del duque de Ahumada y es por tanto más conforme con su doctrina y carácter. Determina la organización con arreglo a criterios castrenses, los ascensos, dependencia, obligaciones, disciplina y estatuto del personal del Cuerpo.
El duque de Ahumada quería poner a la Guardia Civil a resguardo de la contienda política, dotándola de una filosofía autónoma que le permitiera prestar un servicio civil sin menoscabo de la estructura militar. Por ello, el 16 de enero de 1845 redactó una circular sobre esto. Fue aprobada por Real Orden el 20 de diciembre de 1845. Es conocida como la «Cartilla o el Código Moral de la Guardia Civil». Este manual es fundamental para comprender a la Guardia Civil en la actualidad.
El artículo 1 dice: «el honor es la principal divisa del guardia civil; debe, por consiguiente, conservarlo sin mancha. Una vez perdido, no se recobra jamás». El artículo 4 dice que debe ser: «siempre fiel a su deber, sereno en el peligro, y desempeñando sus funciones con dignidad, prudencia y firmeza». El artículo 5 dice que debe ser: «prudente sin debilidad, firme sin violencia, y político sin bajeza». El artículo 6 dice: «procurará ser siempre un pronóstico feliz para el afligido, y que a su presentación el que se creía cercado de asesinos, se vea libre de ellos; el que tenía su casa presa de las llamas, considere su incendio apagado; el que veía a su hijo arrastrado por la corriente de las aguas, lo vea salvado; y por último siempre debe velar por la propiedad y la seguridad de todos». El artículo 3 dice: «Será muy atento con todos».
En los cuarteles, el comandante del puesto pasó a ser una auténtica institución en los pueblos rurales y actuaba también como consejero jurídico de la gente humilde.

### Primigenia organización

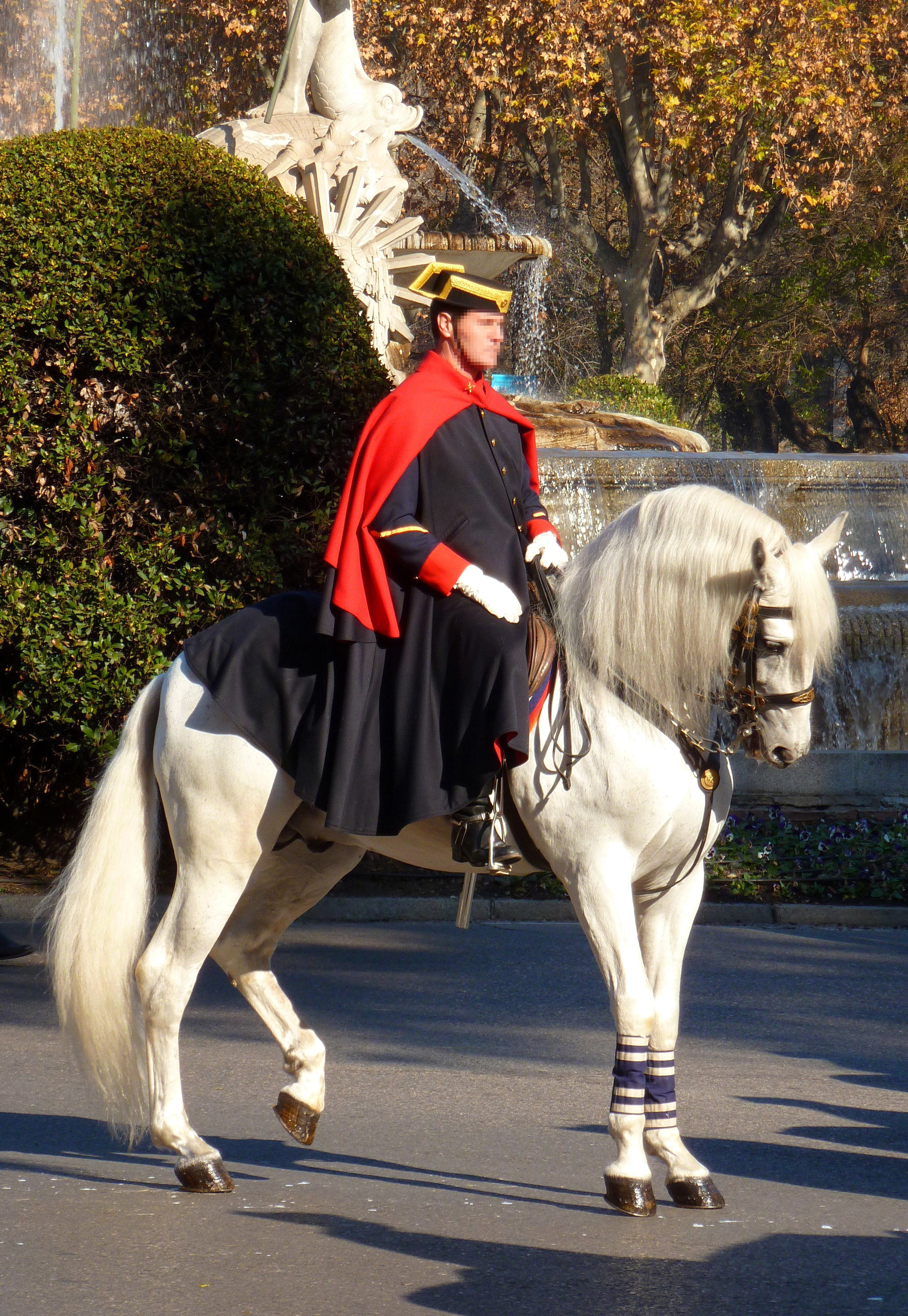
Cabo primero a caballo en uniforme de gala con prenda de abrigo, 2011.

En 1844 los políticos de las provincias realizaron informes sobre las necesidades de seguridad en sus territorios. Basándose en ellos, el duque de Ahumada estableció aquel año doce tercios con las siguientes capitales: Madrid, Barcelona, Sevilla, Valencia, La Coruña, Zaragoza, Granada, Oviedo, Cáceres, Pamplona, Burgos y Vitoria. Por Real Orden del 20 de octubre de 1844, se mandaron compañías del Primer Tercio, el de Madrid, a Toledo, Cuenca, Ciudad Real y Guadalajara. En agosto de 1846 se creó el Tercio de Baleares. En 1898 se puso una comandancia en Tenerife, sobre la base de la Compañía de Guardias Provinciales, organizándose como tercio en 1936. Estos tercios estaban integrados por compañías de infantería y escuadrones de caballería. A finales de 1844 había 3 000 guardias civiles y en 1845 había 7 140.
La Guardia Civil prestó servicio en Melilla desde la Comandancia de Málaga y en Ceuta desde la Comandancia de Cádiz. En 1893 se instaló en Melilla y 1898 en Ceuta.
La organización centralista hizo que el recién creado Cuerpo se fuera desplegando por todo el territorio nacional, quedando estructurado por orden descendente desde la Dirección General o Inspección General —denominación según épocas— en tercios, comandancias, compañías, líneas y puestos o destacamentos

### La Guardia Civil en el Caribe y Filipinas
En 1851 se instalaron en Cuba. El capitán general José Gutiérrez de la Concha, amigo del duque de Ahumada, llevó consigo al capitán Agustín Jiménez Bueno, designado por aquel para hacerse cargo del primer tercio cubano. Allí fueron bien acogidos por su eficaz labor en la protección de la propiedad. En 1869 se creó un segundo tercio para la zona occidental, en 1870 un tercer tercio para la zona oriental y en 1872 un cuarto tercio para la zona central. En 1872 había 3 700 guardias civiles en la isla.
En 1871 el capitán general José Laureano Sanz y Posse creó un tercio para Puerto Rico.
En la Guardia Civil se instaló en Filipinas en 1868. El primer tercio se estableció en la isla de Luzón. En 1872 se creó el segundo tercio en la isla de Mindanao. En 1895 se estableció el tercer tercio en Nueva Écija.

### Primeras intervenciones. Lucha contra el bandolerismo
La primera intervención del recién creado Cuerpo de la Guardia Civil tuvo lugar en Navalcarnero, el 12 de septiembre de 1844, al evitar el asalto a la diligencia de Extremadura.
Desde su creación, participó en acabar con muchos de los problemas que tenía el Estado en aquel entonces. En octubre de 1844 detuvieron a los participantes de una conspiración esparterista para asesinar al presidente Narváez. En noviembre el teniente general Martín Zurbano se sublevó a favor de Espartero en Nájera. La Guardia Civil de Logroño persiguió a los rebeldes y los detuvo. Ayudó a desmontar la rebelión que tuvo lugar en Madrid agosto de 1846, en la que practicó 300 detenciones, y otra que tuvo lugar en Valencia en noviembre. En esta época el Gobierno les premió con numerosas Cruces de María Isabel Luisa y con ocho Cruces de San Fernando de Primera Clase.
En 1847, durante la segunda guerra carlista, las tropas partidarias del absolutismo de Benito Tristany y Ros de Eroles atacaron cuarteles de la Guardia Civil, que se defendieron con denuedo. Se puede destacar la defensa del Cuartel de Cervera por el sargento segundo Francisco Sanz. En 1849, la Guardia Civil envió un destacamento al Castillo de Caspe. Los carlistas aprovecharon que algunas tropas de la Guardia Civil habían salido en misión de reconocimiento para atacar el baluarte, que fue defendido con éxito por el sargento José Buil. El 25 de noviembre de 1848 las tropas del carlista Antonio Arnáiz intentaron, sin éxito, tomar el Cuartel de Hontomín, defendido por el cabo Juan Manuel Rey. El 6 de diciembre el capitán José Villanueva derrotó a unas tropas carlistas en Villaescusa la Sombría, el 15 de diciembre el capitán Hilario Chapado derrotó a otras en Arauzo de Torre y el 29 de diciembre el capitán Mariano Delofen derrotó a otras en Hortigüela. En la provincia de Toledo, lograron derrotar a las tropas del carlista José Montilla. También combatieron el absolutismo carlista en Navarra y Vascongadas. Derrotaron a las tropas de Andrés Llorente en Estella y apresaron en Zaldivia a Joaquín Julián de Alzáa.
Su primer éxito contra el bandolerismo fue cuando, en julio de 1844, detuvieron a cuatro miembros de la banda de los «Botijas», que actuaba en Despeñaperros. Otro caso conocido fue el del bandolero Andrés Francisco López Jiménez, conocido como el «Barquero de Cantillana». Fue arrestado en enero de 1845 por el sargento Norcisa. Luego se fugó de la cárcel y asesinó al guardia Francisco Rieles. En 1848 se hizo de un grupo de carlistas. El sargento Lasso, que había sido herido de gravedad por el bandolero, y el teniente Castillo lo mataron en otra escaramuza el 2 de noviembre de 1849. En 1846 detuvo a unos 5 000 delincuentes y realizó un total de 19 000 servicios y en 1847 realizó 21 600.
La lucha contra el bandolerismo continúa con éxito con la defensa de carruajes, servicio de escoltas y protección de vías y caminos. De tal modo que, en 1854 Facundo Infante, segundo director del Cuerpo, podía afirmar: «El robo de los carruajes públicos no causaba impresión diez años antes y desde la creación de la Guardia Civil, era visto con absoluto asombro».
El bandolerismo se consideraba prácticamente desaparecido a finales del siglo XIX, aunque se dieron algunos casos a principios del siglo XX.
El 6 de octubre de 1903 un guardia civil detuvo al bandolero Manuel López Ramírez, «Vizcaya», en la feria de Baena, provincia de Córdoba. Fue la primera detención de un delincuente que hizo un guardia civil de paisano. No obstante, la intención del duque de Ahumada es que fueran con el uniforme siempre que pudieran, como aparece en la Real Orden del 5 de septiembre de 1867. La primera vez que se reguló que los agentes de la Guardia Civil fueran de paisano fue en 1935. En 1907 fueron abatidos por la Guardia Civil en una escaramuza el «Pernales» y el «Niño del Arahal».
La Guardia Civil también ayudó a reducir el contrabando. En 1846 realizó aprehensiones de contrabando que supusieron un 80% de la cantidad que había requisado la organización que entonces estaba especializada en ello, los Carabineros.
También colaboraron en labores humanitarias en incendios, inundaciones y otras catástrofes. Prestaron una gran ayuda durante una inundación en Barcelona en diciembre de 1844. También ayudaron a los pasajeros de la goleta británica Mary, que estaba embarrancada en la desembocadura del Guadalquivir, el 9 de abril de 1848.
La Guardia Civil también participó en la guerra de África, de entre 1859 y 1860.

### Creación de la Compañía de Guardias Jóvenes
El duque de Ahumada, conocedor de la necesidad de ayudar a los huérfanos del cuerpo, creó la Compañía de Guardias Jóvenes, aprobada por Real Orden del 1 de abril de 1853. Su primera ubicación fue el Cuartel de San Martín, en Madrid, con una residencia en Pinto. Los primeros alumnos fueron doce, hijos de huérfanos o heridos que ya no podían prestar servicio. En 1852 esta institución, con su residencia, se trasladaron a Valdemoro, al edificio de una antigua Real Fábrica de Paños y Tapices. Como anécdota, por esto, los alumnos fueron apodados «polillas», apelativo con el que se les sigue conociendo.
El 19 de junio de 1880, los reyes Alfonso XII y María Cristina, junto con las infantas María de la Paz y Eulalia, asistieron a la ceremonia de colocación de la primera piedra de sus nuevas instalaciones educativas en Valdemoro.
En Valdemoro, prestaba formación académica y profesional a los huérfanos e hijos de guardias en general. También tenía el objetivo de dar formación a los guardias civiles para que ascendieran a cabos cuando llevasen dos años de prácticas en un puesto. Su nombre es Colegio de Guardias Jóvenes "Duque de Ahumada". Tras visitar las instalaciones de Valdemoro, el director general de la Guardia Civil, Ángel Aznar Butigieg, fundó en 1914 el Colegio Infanta María Teresa en Madrid, que realiza una labor semejante.
Actualmente, en las instalaciones del Colegio de Guardias Jóvenes de Valdemoro se ha centralizado la Jefatura de Enseñanza, por lo que también se realizan pruebas de selección entre los guardias civiles en servicio para el acceso y/o perfeccionamiento de algunas especialidades propias del Cuerpo, como Policía Judicial, Servicio de Información, etc., así como también Jornadas de Actualización de Conocimientos en Seguridad Ciudadana de modo periódico para los Agentes destinados en unidades de Prevención de la Delincuencia.

### Crisis de continuidad
Tras el triunfo final de la Revolución de 1854, también conocida como la Vicalvarada, finaliza la Década moderada y comienza el Bienio progresista. Espartero llegó de nuevo a presidente y nombró a su acólito Facundo Infante Chaves nuevo inspector general de la Guardia Civil, cargo que ostentó hasta 1856. También realizó el primer reglamento del Colegio de Guardias Jóvenes de Valdemoro.
Con el cambio de signo político y habiendo sido empleada la Guardia Civil para combatir principalmente los sucesos revolucionarios por parte del anterior gobierno moderado, comenzaron a surgir voces contrarias a su continuidad que demandaban la inmediata disolución del cuerpo. Ello supuso no pocos incidentes sufridos por los Guardias, nuevamente diseminados por los puestos de toda la geografía, lo que ocasionó que el nuevo inspector general Infante cursara órdenes expeditivas a los jefes políticos de las provincias para que con toda contundencia atajaran estos comportamientos hostiles.
De la misma forma se encargó, este segundo inspector general desde su cargo de presidente de las Cortes y destacado miembro de su facción política, de oponerse a esa misma pretensión por parte de algunos de sus propios compañeros del partido progresista. Oposición que se sustancia en la cumplida respuesta que da Infante al diputado Llanos, que el 30 de junio de 1855 interviene desde la propia tribuna de oradores con un discurso tan calumnioso como falso, en el que el propio interviniente reconoce que «no poseía los menores conocimientos de lo que impugnaba».
En 1856 volvió a ser presidente Narváez, que puso de nuevo como inspector general de la Guardia Civil al duque de Ahumada. En 1858 llegó a presidente Leopoldo O'Donnell, que nombró inspector general al teniente general Isidoro de Hoyos. En 1858 Isidoro de Hoyos creó la Guardia Civil Veterana, con personal del cuerpo, para la seguridad de la capital.

### Restauración Borbónica

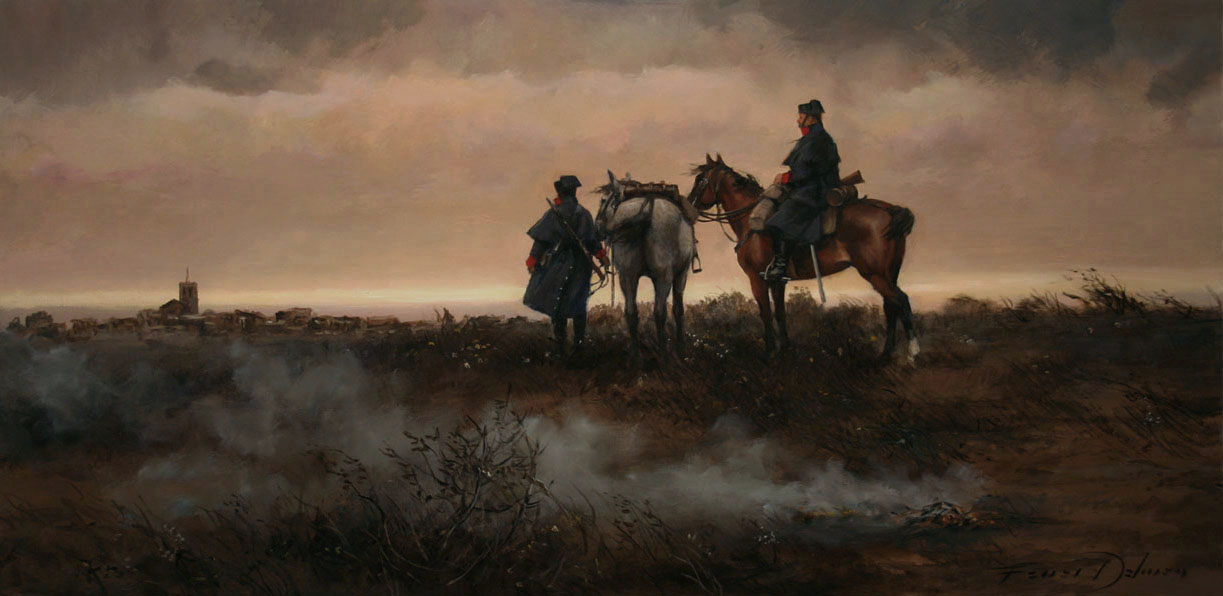
Caballería de la Guardia Civil, 1900. Augusto Ferrer-Dalmau.

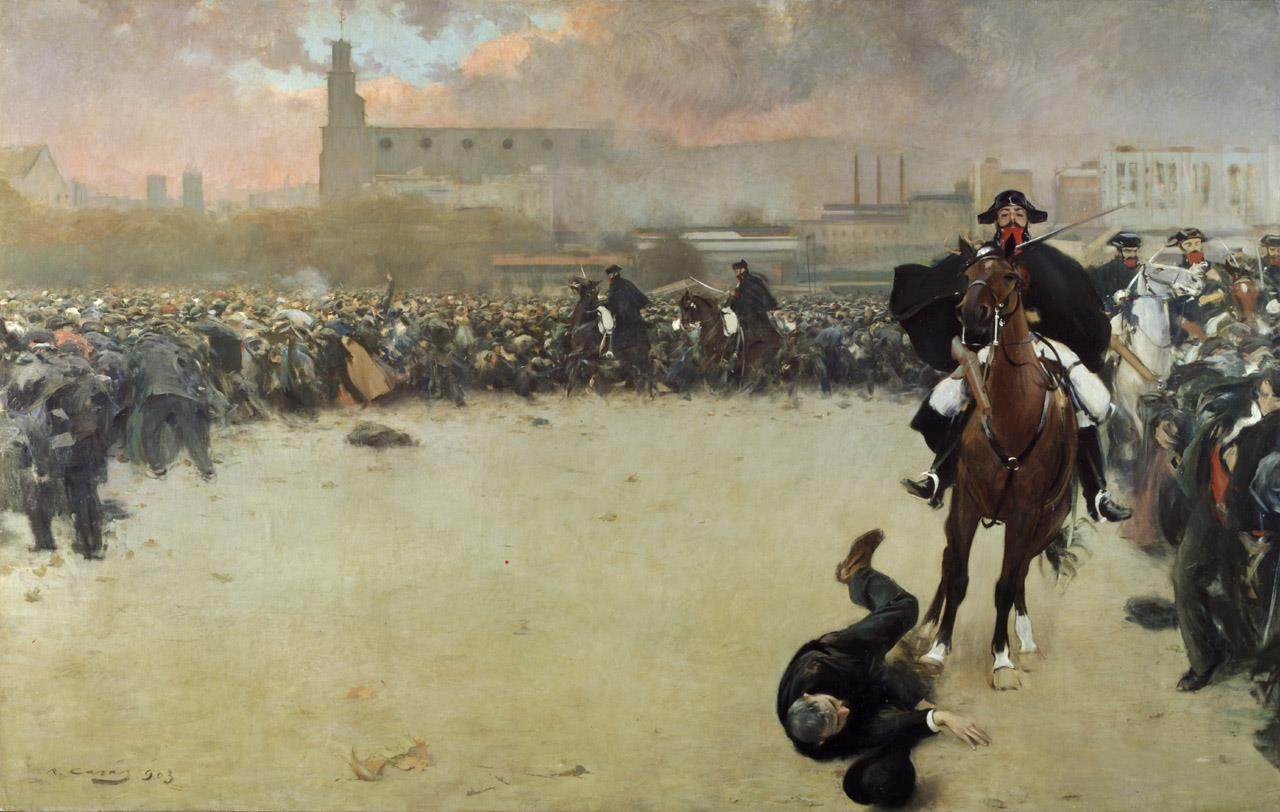
La carga de Ramón Casas (1903). La obra muestra a un Guardia Civil cargando contra la multitud durante una huelga en Barcelona.

Durante la Restauración borbónica se adscribe a la Guardia Civil y a los Carabineros al Ministerio de Guerra, «para los efectos de organización y disciplina», dándoles carácter militar mediante la Ley Adicional a la Constitutiva del Ejército el 19 de julio de 1889, que desarrollaba y modificaba aspectos de la Ley Constitutiva del Ejército de 1878 y que era una concreción de las funciones de las Fuerzas Armadas a realizar tras la Constitución de 1876. Durante dicho periodo, encontramos su participación en tareas de seguridad en las entonces administraciones de Ultramar de Cuba y Filipinas.
En la Real Orden de 7 de junio de 1876, la Guardia Civil adquirió tareas de protección del medio ambiente: protección de montes públicos, prevención de incendios, impedir aprovechamientos clandestinos de recursos y otras.
En 1902 se creó una sección de ciclistas de la Guardia Civil en Madrid, a modo de ensayo, pero fue suprimida en 1903. En 1914 se creó un grupo de ciclistas en la Comandancia de Guipúzcoa. En mayo de 1922 se creó el Parque de Máquinas de Locomoción en Madrid, con dos ómnibus, una camioneta, siete coches ligeros y dos motocicletas. La sección ciclista de Guipúzcoa fue suprimida en 1925 para emplear motocicletas del Parque de Máquinas de Locomoción. Este es el origen del parque móvil de la Guardia Civil, que está adscrito al Parque Móvil del Estado.
En 1884 se dotó al Ejército y a la Guardia Civil de un revólver Ona n.º 7, diseño de Smith & Wesson fabricado por Orbea Hermanos hasta 1895 y, posteriormente, por Gárate, Anitua y Compañía y por Trocaola, Aranzábal y Compañía. En 1922 se dotó al cuerpo de la pistola STAR de 9 mm, fabricada por Bonifacio Echeverría S. A.. La Guardia Civil usó pistolas STAR hasta el siglo XXI, en que empezó a usar las Beretta 92.
En 1921 se creó el primer Museo de la Guardia Civil en el Colegio Infanta María Teresa de Madrid.
En 1922 instaló su servicio radiotelegráfico, para ofrecer un mejor servicio con las telecomunicaciones.

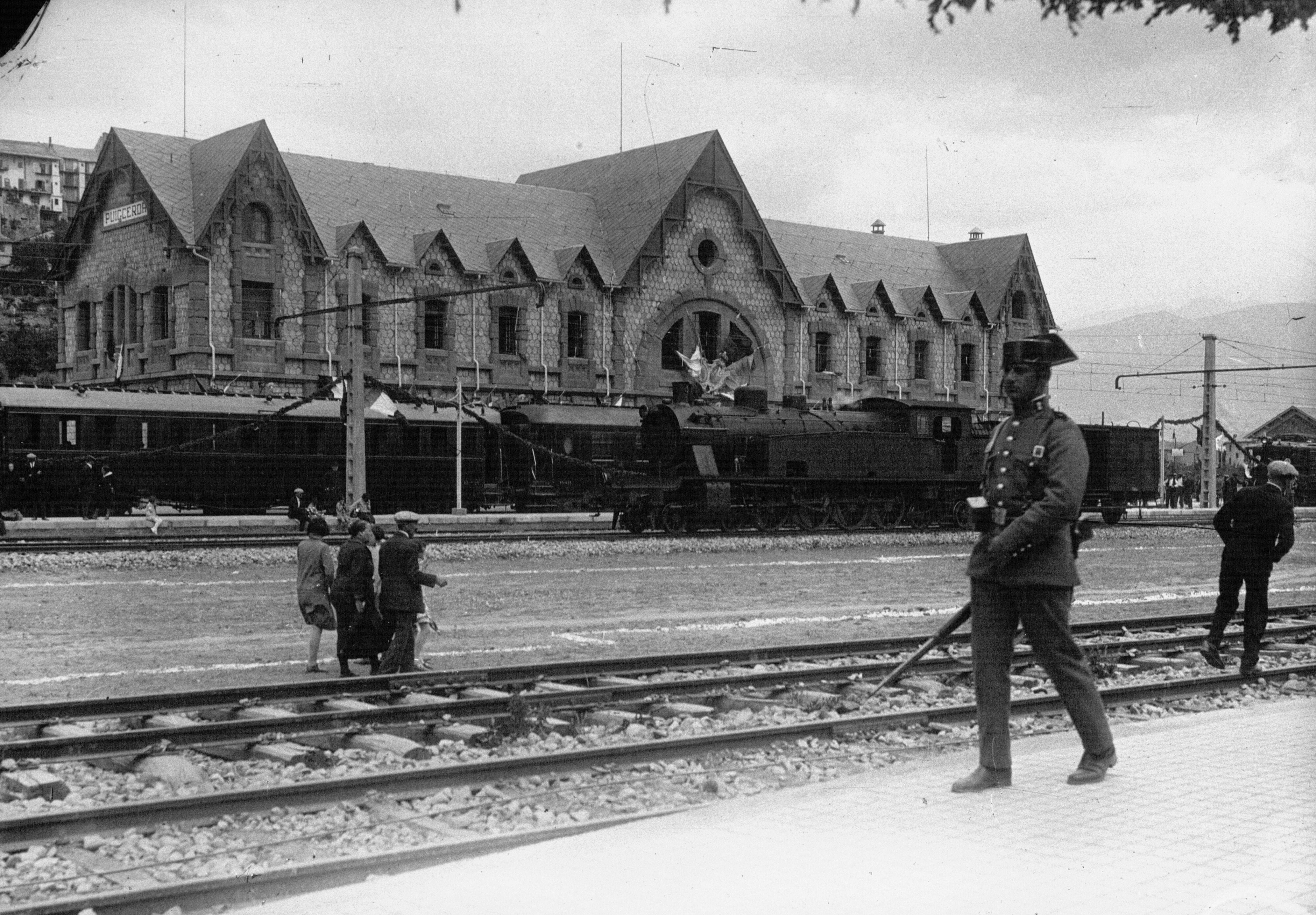
Guardia Civil patrullando en la Estación de Puigcerdá, en 1929.

La uniformidad, ya reformada en 1909, después de más de sesenta años inalterada, vuelve a revisarse en 1922 y de nuevo en 1925, cambiando el viejo uniforme, vistoso pero poco práctico, por uno caracterizado por su color verde y mayor comodidad y adecuación a las necesidades del servicio.
La Guardia Civil también estuvo en la guerra del Rif.
La Guardia Civil tiene un himno oficial desde el 19 de diciembre de 1922.
Hasta 1929 se habían otorgado 438 cruces de la Orden Civil de Beneficencia a guardias civiles individuales. Por Real Decreto del 4 de octubre de 1929 se le concedió la Gran Cruz de la Orden Civil de Beneficencia a la Guardia Civil en su conjunto "por los innumerables actos de servicio abnegados, humanitarios y heroicos que los individuos pertenecientes al mismo han realizado con motivo de incendios, inundaciones y salvamentos de náufragos". Por todo ello, pasó a ser referida como la Benemérita.
Para 1931, coincidiendo con la proclamación de la Segunda República, la Benemérita contaba con 30 000 efectivos. Durante los años 30 el cuerpo mantuvo la misma estructura y personal que en la época de la monarquía, aunque se vio inmerso en los conflictos sociales y la inestabilidad que caracterizaron al periodo.

### Guerra Civil

Emblema de la Guardia Civil durante la II República.

Al estallar la Guerra Civil en julio de 1936 el cuerpo se dividió entre las fuerzas de uno y otro bando casi al 50 %, aunque el Inspector general del cuerpo, el general Pozas, se mantuvo fiel al gobierno republicano. En Barcelona tanto los comandantes de la Guardia civil, Aranguren y Escobar, como sus hombres se mantuvieron fieles a la República y combatieron eficazmente la rebelión. En Madrid los efectivos se mantuvieron fieles y ayudaron más tarde a reprimir tanto la rebelión del Cuartel de la Montaña, como los focos rebeldes que había en los alrededores de la capital. En Valencia también se mantuvo fiel e incluso algunos mandos del cuerpo repartieron armas a los obreros. En Pamplona se dio la circunstancia de que el comandante Rodríguez Medel fue leal al gobierno republicano, mientras que su guarnición estaba del lado de los rebeldes, y de hecho Rodríguez Medel fue asesinado por sus subordinados.

En la zona republicana la Guardia civil dejó de existir poco después del comienzo de la contienda, pues por el Decreto de 30 de agosto de 1936 se dispuso el cambio de denominación por el de Guardia Nacional Republicana (GNR).
En la guerra, el papel de la Guardia Civil se limitó a combatir en Columnas y en las grandes unidades que fueron apareciendo y a realizar en retaguardia una labor meramente policial, salvo excepciones en las que el Cuerpo tuvo acciones de campaña rememoradas como heroicas por ambos bandos: el asedio del Alcázar en Toledo, el sitio de Oviedo, el asedio del Santuario de Nuestra Señora de la Cabeza (Jaén), defendido por el capitán Cortés y la defensa del puesto de Tocina (Sevilla). Estas últimas acciones valieron otras tantas Cruces laureadas de San Fernando (máxima condecoración militar española en tiempos de guerra) a título colectivo. Además, quince guardias civiles —dos comandantes, dos capitanes, un teniente, tres sargentos, dos cabos y cinco guardias de segunda clase— recibieron la misma condecoración a título individual (listado). El comandante Escobar ascendió al generalato y durante la contienda ocupó importantes puestos militares, liderando la última ofensiva republicana de la guerra.
La contribución en vidas humanas fue muy alta: una estimación aproximada es la de 2714 muertos (7,83 % de la plantilla) y 4117 heridos. En un muestreo realizado por el Servicio de Estudios Históricos del propio Cuerpo, un 83 % aproximadamente de la cifra de muertos corresponde a guardias civiles que fueron leales a la República.

### Dictadura franquista

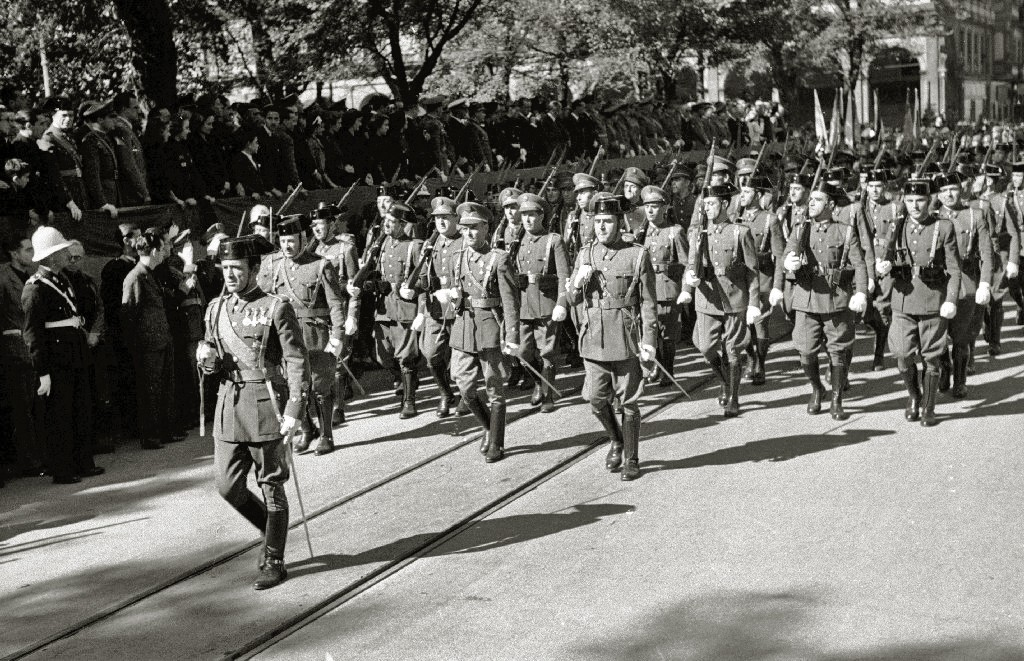
Desfile de guardias civiles y policías armados en San Sebastián (1942).

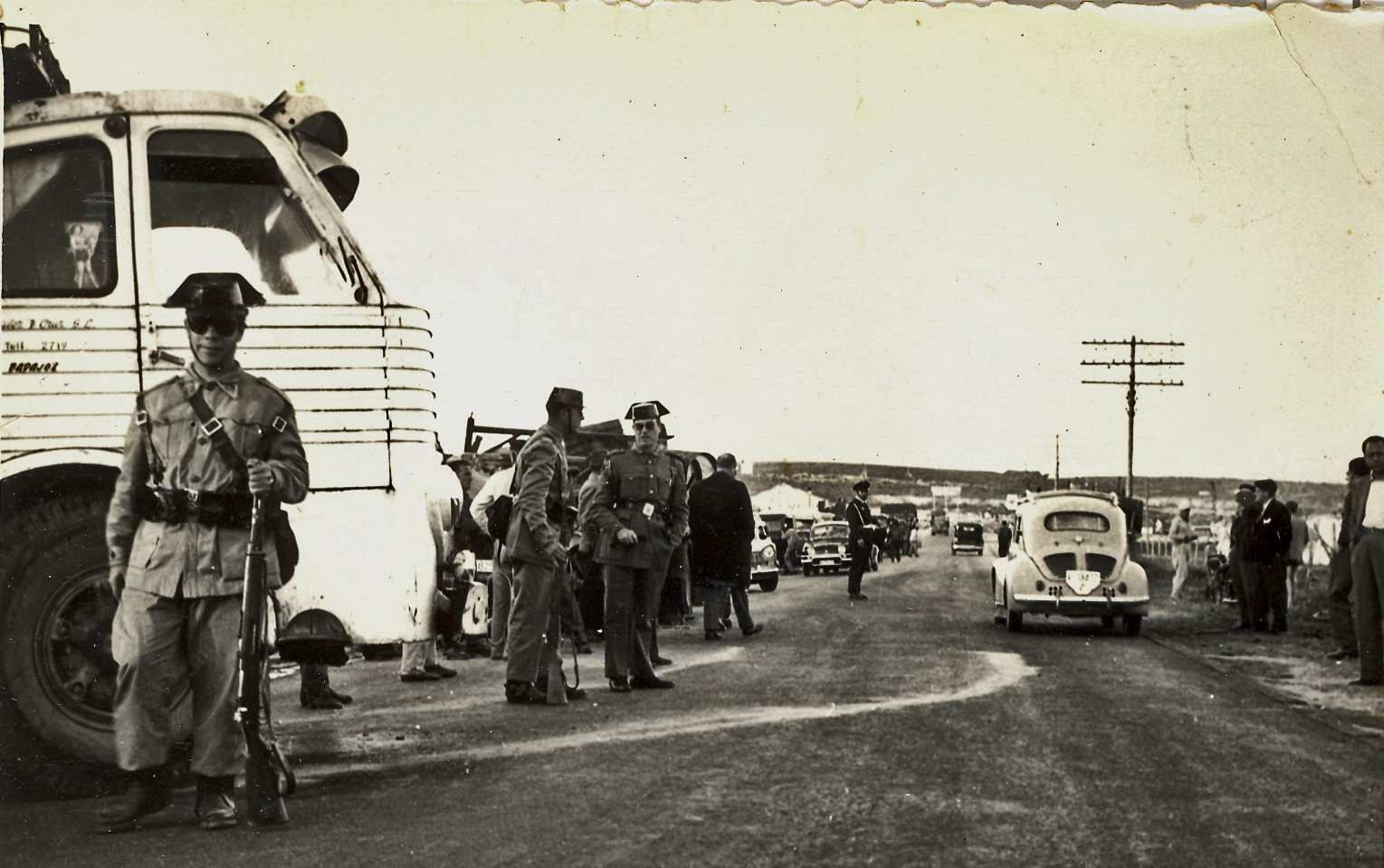
Guardias civiles atendiendo un accidente en Andalucía (Años sesenta).

Tras el fin de la Guerra Civil y bajo la dictadura del general Francisco Franco Bahamonde se produjo una reorganización total del Estado, y la Guardia Civil no fue ajena a la misma, llegando a comentar algunos historiadores la pretensión oficial de hacer desaparecer el Cuerpo, que no llegó a confirmarse al asegurar la permanencia del Instituto, en la Ley de 15 de marzo de 1940. La citada ley, además de confirmar la continuidad de la Guardia Civil como fuerza de orden público, unificaba el Cuerpo de Carabineros de Costas y Fronteras (fundado el 9 de marzo de 1829 y organizado por el mariscal de campo José Ramón Rodil) con aquella, encomendándole, además de las que poseía, las misiones de vigilancia de costas y fronteras y la represión del fraude y el contrabando.
Tras la unificación del Cuerpo de Carabineros con la Guardia Civil, se reconsideró redactar dos nuevos reglamentos, pues si bien los anteriores se complementaban, era necesario fundirlos en uno solo que recogiese los aspectos fundamentales de cada uno. Así, el 23 de julio de 1942 se aprobó el Reglamento Militar, y el 14 de mayo de 1943, el Reglamento para el servicio, que, tras sufrir ligeras variaciones, son los que con los principios marcados por el duque de Ahumada señalan la pauta general del Cuerpo. En 1942 se creó la academia del servicio fiscal en Sabadell, hasta su traslado a Valdemoro en 1997. En 1945 se creó la Academia de Guardias de Úbeda.
Hasta 1950 los oficiales de la Guardia Civil provenían del Ejército. En 1951 se creó la Academia Especial de Madrid, para la formación de guardias civiles para su labor de oficiales del Cuerpo.
Entre mediados de la década de 1940 y comienzos de la década de 1960 la Guardia Civil participó en numerosos enfrentamientos contra los maquis. En esta etapa los maquis mataron a 953 personas, realizaron más de 500 sabotajes, casi 6 000 atracos y casi 1 000 secuestros. Las fuerzas del orden abatieron a 2 173 guerrilleros, detuvieron a 2 841 y otros 546 se entregaron.
En 1948 empezó a usar perros para el rastreo. En 1951 se creó una sección para esto.
En 1959 se confía a la Guardia Civil la vigilancia y regulación del tráfico en las carreteras, creándose una Unidad especializada con el nombre de Agrupación de Tráfico de la Guardia Civil, que sustituye en esas funciones desempeñadas hasta entonces por la Policía Armada y de Tráfico, insuficiente e inadecuadamente desplegada y dotada para ello.

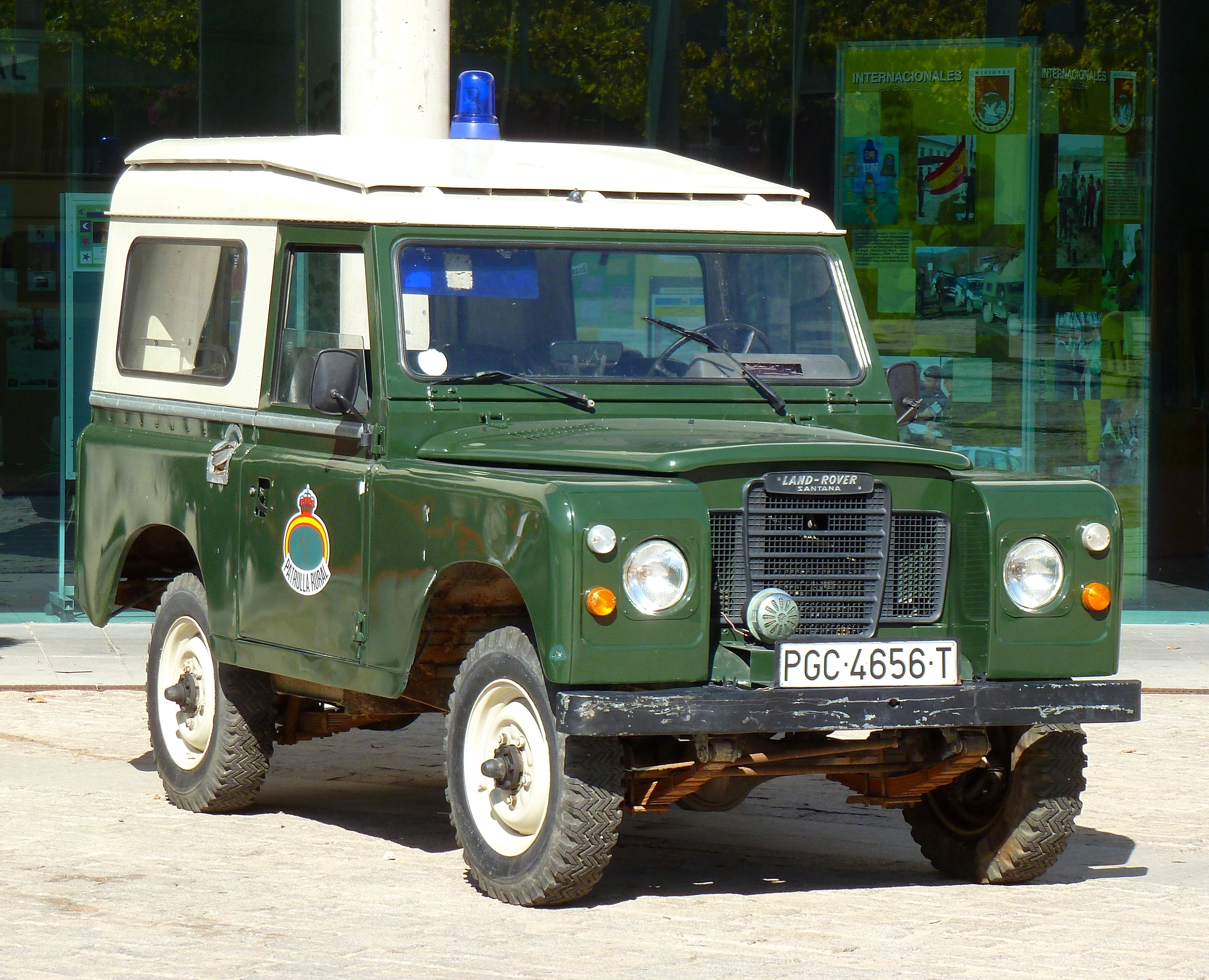
Land-Rover Santana 88, modelo ampliamente utilizado durante las décadas de 1960 y 1970.

El 7 de junio de 1968 es asesinado el guardia civil José Ángel Pardines Arcay, que se convierte en la primera víctima reivindicada de la banda terrorista ETA. En 1969 abandona sus puestos en la antigua Guinea española y se funda en Sevilla el Grupo de Escafandristas, que, posteriormente, y ya en 1981, se convertiría en el Grupo Especial de Actividades Subacuáticas, unidad de élite en la función de rescate de desaparecidos y muertos, así como en la localización de pruebas para la investigación policial en el medio acuático.
En enero de 1973 se crea el Servicio de Helicópteros, que se transformaría en 1981 en la Agrupación de Helicópteros, utilizada tanto en labores de Tráfico como en labores de Salvamento en Montaña, junto con la Unidad de Montaña, y en la regulación de contrabando de droga, operando conjuntamente, a partir de su puesta en marcha en 1992, con el Servicio Marítimo, además de funcionar con los planes de Protección Civil, a la hora de emergencias e incendios.

### Monarquía parlamentaria
A finales de 1981, por Real Decreto 3543/81 de 30 de octubre, se creó la figura del guardia civil auxiliar, forma de voluntariado especial para la prestación en el Cuerpo del entonces obligatorio servicio militar. Para dar la necesaria formación a estos voluntarios se construyó ex professo en la ciudad de Baeza una nueva academia, que agotado su uso con la desaparición de los guardias auxiliares es hoy Academia de Guardias y Suboficiales.
En 1982 se crearon: el Servicio de Desactivación de Explosivos (SEDEX), a cuyos miembros se les conoce como TEDAX (técnicos en desactivación de explosivos); la Unidad Especial de Intervención (UEI), para la lucha contra el terrorismo; y el Servicio Cinológico, para los perros usados para el rastreo.
En 1982 Juan Carlos I inauguró el Museo de la Guardia Civil, en la sede central de la calle Guzmán el Bueno de Madrid. En 2017 se inauguró otro museo en Navas del Rey.
En el año 1986 fue nombrado el primer director general no militar del Cuerpo, Luis Roldán Ibáñez.

Escudo del SEPRONA.

El Real Decreto Ley 1/1988 del 22 de febrero dio acceso a las mujeres a la Guardia Civil.
La Ley Orgánica 2/1986, de Fuerzas y Cuerpos de Seguridad del Estado, encomienda a la Guardia Civil velar por la conservación de la naturaleza y el medio ambiente, por lo que por Orden General número 72, de 21 de junio de 1988 se creó el SEPRONA, Servicio de Protección de la Naturaleza, que se encarga de la protección de los bosques, la lucha contra la contaminación y la lucha contra caza y pesca ilegales.
La Academia de Oficiales de la Guardia Civil tiene dos sedes: la de Aranjuez, de 1981, y la de El Escorial, de 1989.
En 1991 se creó el Servicio Marítimo para la vigilancia de las costas españolas y para auxiliar a las personas en el mar.
La Guardia Civil se ha destacado también en su lucha contra el tráfico de hachís en el estrecho de Gibraltar.
En 1978 se creó la Unidad Antiterrorista Rural, para combatir a la banda terrorista ETA, que se escondía en los montes. En 1980 se creó el Centro de Adiestramientos Especiales, para formar a sus miembros. En 1982 creó el Grupo de Acción Rápida, un grupo antiterrorista. En 1998 pasó a llamarse Unidad de Acción Rural y estableció su sede en Logroño.
En su lucha contra la banda terrorista ETA, ha habido 206 guardias civiles asesinados. Los últimos asesinatos de guardias civiles tuvieron lugar en 2009. ETA también ha asesinado a 183 policías nacionales, 30 policías locales y 103 militares.
En enero de 2021, la directora general de la Guardia Civil, María Gámez, informó de la retirada de todos los emblemas y símbolos que quedaban de la dictadura franquista en los cuarteles y casas de la Guardia Civil por el territorio nacional, tarea emprendida diez años antes en aplicación del artículo 15 de la ley de Memoria Histórica de 2011, aunque paralizada durante los Gobiernos de Mariano Rajoy.

## Legislación por la que se rige
Básicamente, el Instituto se rige por las siguientes normas jurídicas: los artículos 104 y 126 de la Constitución Española y la Ley Orgánica 2/1986, de 13 marzo, de Fuerzas y Cuerpos de Seguridad.

### Personal
- Ley 29/2014, de 28 de noviembre, de Régimen del Personal de la Guardia Civil.[132]
- Real Decreto 1970/1983, de 22 de junio, sobre consideración de suboficiales a las clases de tropa de la Guardia Civil.[133]
- Real Decreto 1429/1997, de 15 de septiembre, por el que se aprueba el Reglamento General de adquisición y pérdida de la condición de militar de carrera del Cuerpo de la Guardia Civil y de situaciones administrativas del personal de dicho Cuerpo.[134]
- Real Decreto 628/2014, de 18 de julio, por el que se regulan las peculiaridades del régimen de autorizaciones para conducir vehículos pertenecientes a las Fuerzas Armadas y a la Guardia Civil.[135]
- Real Decreto 1250/2001, de 19 de noviembre, por el que se aprueba el Reglamento de provisión de destinos del personal del Cuerpo de la Guardia Civil.[136]
- Real Decreto 2394/2004, de 30 de diciembre, por el que se aprueba el Protocolo para la recuperación, identificación, traslado e inhumación de los restos mortales de los miembros de las Fuerzas Armadas, Guardia Civil y Cuerpo Nacional de Policía, fallecidos en operaciones fuera del territorio nacional.[137]
- Real Decreto 179/2005, de 18 de febrero, sobre prevención de riesgos laborales en la Guardia Civil.[138]
- Real Decreto 1224/2006, de 27 de octubre, por el que se aprueba el Reglamento de evaluaciones y ascensos del personal del Cuerpo de la Guardia Civil.[139]

### Derechos y deberes
- Ley Orgánica 5/2005, de 17 de noviembre, de la Defensa Nacional (en cuanto al cumplimiento de las misiones de carácter militar que se le asignen, según el artículo 23).[140]
- Ley Orgánica 11/2007, de 22 de octubre, reguladora de los derechos y deberes de los miembros de la Guardia Civil.[141]
- Ley Orgánica 12/2007, de 22 de octubre, del régimen disciplinario de la Guardia Civil.[142]
- Ley Orgánica 11/2011, de 1 de agosto, para la aplicación a la Guardia Civil del artículo 13.1 de la Ley Orgánica 9/2011, de 27 de julio, de derechos y deberes de los miembros de las Fuerzas Armadas.[143]
- Real Decreto 1437/2010, de 5 de noviembre, por el que se declara de aplicación para los miembros del Cuerpo de la Guardia Civil el Real Decreto 96/2009, de 6 de febrero, que aprueba las Reales Ordenanzas para las Fuerzas Armadas.[144]
- Real Decreto 1438/2010, de 5 de noviembre, sobre misiones de carácter militar que pueden encomendarse a la Guardia Civil.[145]

### Organización
- Real Decreto 367/1997, de 14 de marzo, por el que se determina la organización periférica de la Dirección General de la Guardia Civil.[146]
- Real Decreto 1963/2008, de 28 de noviembre, por el que se desarrolla el Régimen Electoral del Consejo de la Guardia Civil.[147]
- Real Decreto 751/2010, de 4 de junio, por el que se aprueba el Reglamento de organización y funcionamiento interno del Consejo de la Guardia Civil.[148]

### Enseñanza
- Real Decreto 483/1999 de 18 de marzo, por el que se crean los centros docentes de formación de la Guardia Civil.[149]
- Real Decreto 597/2002, de 28 de junio, por el que se aprueba el Reglamento general de ingreso en los centros docentes de formación del Cuerpo de la Guardia Civil.[150]
- Real Decreto 1959/2009, de 18 de diciembre, por el que se crea el Centro Universitario de la Guardia Civil.[151]
- Real Decreto 313/2006, de 17 de marzo, sobre directrices generales de los planes de estudios de la enseñanza de formación para la incorporación a las escalas de Suboficiales y de Cabos y Guardias del Cuerpo de la Guardia Civil.[152]

Esta normativa se completa con normas jurídicas de inferior entidad (órdenes ministeriales, órdenes generales, resoluciones e instrucciones)

## Organización actual

### Dirección General
La Dirección General de la Guardia Civil es la cúspide en el organigrama del Instituto Armado. Desde la creación del Cuerpo hasta el nombramiento en 1986 del primer civil, Luis Roldán, ha sido ostentada por tenientes generales del Ejército de Tierra.

### Consejo Superior
El Consejo Superior fue creado en 1993. Es un órgano colegiado formado por todos los oficiales generales de la Guardia Civil en servicio activo. Presta asesoramiento a la Dirección General de la Guardia Civil, al Ministerio del Interior y al Ministerio de Defensa. Sus funciones son elaborar informes sobre personal y otros en los supuestos en los que lo exijan las disposiciones vigentes.

### Secretaría de Cooperación Internacional
Depende del director adjunto operativo. Tiene como misión centralizar las peticiones de cooperación internacional y asistir a los que están en labores internacionales. La Guardia Civil colabora en labores a través del Ministerio de Asuntos Exteriores, en el ámbito europeo y en el ámbito de las Naciones Unidas.

### Dirección Adjunta Operativa
Se encuentra a cargo de un teniente general en servicio activo. Es el principal órgano colaborador del director general.

#### Mando de Operaciones
El Mando de Operaciones está a cargo de un teniente general en servicio activo. Es responsable de llevar a cabo los servicios, de acuerdo con las directrices operacionales y criterios generales en vigor. Del Mando de Operaciones dependen los siguientes organismos, siempre a cargo de un oficial general de la Guardia Civil en servicio activo, salvo las zonas, que también pueden estar a cargo de un coronel:
- Estado Mayor: es el principal órgano auxiliar del Mando de Operaciones, responsable de proporcionar los elementos de juicio necesarios para fundamentar sus decisiones, traducirlas en órdenes y velar por su cumplimiento, centrando su actividad sobre la planificación y conducción operativa. Para la consecución de sus fines será también responsable de la elaboración de la doctrina de actuación de las unidades operativas.[158]
- Jefatura de Unidades Especiales y de Reserva: le corresponde dirigir, coordinar y controlar las unidades y servicios dependientes.[158]
  - Agrupación de Reserva y Seguridad: para la seguridad pública en misiones nacionales e internacionales.[159] Tiene su origen en la creación, en 1988, de la Agrupación Rural de Seguridad. En 2006 pasó a llamarse Agrupación de Reserva y Seguridad (ARS).[160] La Jefatura de la Agrupación de Reserva y Seguridad gestiona: los Grupos de Reserva y Seguridad, el Escuadrón de Caballería[161] y la Unidad de Reconocimiento del Subsuelo. Cuando estos estén colaborando con alguna unidad territorial, dependen del mando de esa unidad.[160]
  - Unidad de Acción Rural: en ella se encuentran el Grupo de Acción Rápida, un grupo antiterrorista, y el Centro de Adiestramientos Especiales. Tiene su sede en Logroño.[126]
  - Servicio Aéreo: organizar los medios aéreos y todo lo relacionado con este aspecto.[159] La Unidad de Helicópteros (UHEL), creada en 1973, dispone en la actualidad de helicópteros MBB Bo 105, MBB/Kawasaki BK 117 y Eurocopter EC135.[162] La Unidad de Ala Fija (UAF), creada en 2008, dispone de aviones CASA CN-235. Cuando se creó esta unidad, se llegó a un acuerdo de colaboración de la Secretaría de Estado de Seguridad, de la que depende la Guardia Civil, con el Ejército del Aire.[163]
  - Servicio Cinológico y de Remonta: presta asesoramiento e inspecciona a las unidades que usan animales.[159]
  - Servicio de Desactivación de Explosivos (SEDEX): alberga la Unidad Central Operativa de Desactivación de Artefactos Explosivos y de Naturaleza NRBQ (UCODEX), la Unidad Técnica NRBQ, los Grupos de Especialistas en Desactivación de Artefactos Explosivos y de Naturaleza NRBQ (GEDEX), los Equipos de Búsqueda y Localización de Artefactos Explosivos y NRBQ (EBYL) y las Unidades de Defensa NRBQ.[164]
  - Servicio de Montaña: unidades especializadas en zonas montañosas y en otras de orografía complicada.[159]
  - Unidad de Seguridad de la Casa de Su Majestad El Rey.[159]
  - Unidad de Seguridad de Presidencia del Gobierno.[159]
- Jefatura de Información: le corresponde organizar, dirigir y gestionar la obtención, recepción, tratamiento, análisis y difusión de la información de interés para el orden público y la seguridad ciudadana en el ámbito de las funciones propias de la Guardia Civil, y la utilización operativa de la información, especialmente en materia antiterrorista, en el ámbito nacional e internacional.[158]
- Jefatura de Policía Judicial: le corresponde organizar y gestionar la investigación y persecución de los delitos y desarrollar los servicios de criminalística, identificación, analítica e investigación técnica, así como la colaboración en dichas materias y en su propio ámbito corporativo, con otros cuerpos policiales nacionales y extranjeros.[158] De esta jefatura dependen:
  - Unidad Central Operativa (UCO): su responsabilidad es luchar contra la delincuencia organizada y la delincuencia internacional, para lo que colabora con otros servicios similares nacionales e internacionales.[159] En la UCO está el Grupo de Delitos Telemáticos, para la lucha contra la delincuencia informática.[165]
  - Unidad Técnica de Policía Judicial: su responsabilidad es el asesoramiento técnico a la jefatura, reunir información sobre delincuencia, elaborar normas técnicas de funcionamiento y dar soporte administrativo los guardias civiles destinados a Interpol, Europol, Sirene y otros organismos internacionales.[159]
  - Servicio de Criminalística: investigar delitos mediante técnicas científicas y elaborar informes sobre esto.[159] El Laboratorio de Criminalística de la Guardia Civil fue creado en 1983. En 2001 se convirtió en el Servicio de Criminalística (SECRIM) y en 2008 se organizó tal y como está actualmente. Depende de la Jefatura de Policía Judicial. Pertenece a la Red Europea de Laboratorios Forenses (ENFSI) y a la Academia Iberoamericana de Criminalística y Estudios Forenses (AICEF).[166] Realiza investigaciones científicas de criminalística y medioambientales, con acreditación de la ENAC.[167]
- Jefatura Fiscal y de Fronteras: le corresponde organizar y gestionar el resguardo fiscal del Estado; evitar y perseguir el contrabando, el narcotráfico y demás tráficos ilícitos en el ámbito de las funciones encomendadas a la Guardia Civil por la normativa vigente, así como la custodia y vigilancia de costas, fronteras, puertos, aeropuertos y mar territorial y, en este ámbito, el control de la inmigración irregular.[158]
  - Oficina de Proyectos.[159]
  - Servicio Fiscal: resguardo fiscal del Estado, ejerciendo las funciones y actuaciones tendentes a prevenir y perseguir el contrabando, el narcotráfico, el fraude y demás infracciones. Así como la materialización del enlace, cooperación y colaboración operativa en dichas materias con otros servicios afines, nacionales e internacionales.[159]
  - Servicio Marítimo: ejerce las funciones que le corresponden a la Guardia Civil en las aguas marítimas españolas y las aguas continentales. Incluye también las actividades en el medio subacuático, y en particular la vigilancia marítima, la lucha contra el contrabando y el control de la inmigración irregular en este ámbito.[159] Los Grupos Marítimos son las unidades que integran los buques oceánicos.[168] Los Servicios Marítimos Provinciales dependen para sus gestiones de la Comandancia de la Guardia Civil correspondiente y, técnicamente, de la Jefatura del Servicio Marítimo.[168] La Unidad de Actividades Subacuáticas (UAS), creada en 1997, gestiona los Grupos Especiales de Actividades Subacuáticas (GEAS),[168] creados en 1981.
  - Servicio de Costas y Fronteras: custodia y vigilancia de los aeropuertos, puertos, costas y fronteras, así como el control de la inmigración irregular en este ámbito.[159]
- Jefatura de la Agrupación de Tráfico: le corresponde la seguridad del tráfico y el transporte, además de organizar, dirigir y gestionar todo lo relativo al ejercicio de las funciones encomendadas a la Guardia Civil en esa materia por la normativa vigente.[158] La Agrupación de Tráfico también cuenta con Equipos de Atestados y Grupos de Investigación y Análisis de Tráfico (GIAT).
- Jefatura del Servicio de Protección de la Naturaleza: le corresponde organizar y gestionar todo lo relativo al cumplimiento de las disposiciones relacionadas con la conservación de la naturaleza y medio ambiente, los espacios protegidos, los recursos hidráulicos, la caza y pesca, el patrimonio histórico y la ordenación del territorio.[158] El Servicio de Protección de la Naturaleza (SEPRONA) cuenta con una Oficina Técnica, que presta apoyo a las unidades en las provincias. Los Equipos de Protección de la Naturaleza son las unidades encargadas de detectar e investigar infracciones y las Patrullas de Protección se dedican a la prevención, vigilancia y denuncia de cualquier ilegalidad con respecto al medio ambiente.[169] Para sus labores, cuentan con motos de campo y coches todoterreno.[170]
- Jefatura de Armas, Explosivos y Seguridad: le corresponde controlar todas lo relacionado con armas, explosivos, artículos pirotécnicos, y otros elementos similares en todo el territorio nacional. También da apoyo a la Comisión Interministerial Permanente de Armas y Explosivos.[158]
- Zonas: unidades territoriales que se corresponden con la comunidad autónoma. En las comunidades autónomas con varias provincias, estas están estructuradas en comandancias, que a su vez se estructuran en compañías y puestos.[158][171]

#### Servicio de Asuntos Internos
Tiene como objetivo investigar las conductas contrarias a la ética profesional del personal de la Dirección General. Con arreglo a su dependencia de jueces, tribunales y Ministerio Fiscal, en sus actuaciones como policía judicial, se debe atener a las normas técnicas de la Jefatura de Policía Judicial.

#### Unidad Especial de Intervención
La Unidad Especial de Intervención (UEI) fue creada en 1978. Es la unidad de élite, para las misiones más peligrosas y especializadas. Tiene su sede en Valdemoro. En 2016 estas instalaciones fueron visitadas por Felipe VI.

#### Unidad de Coordinación de Ciberseguridad
Tiene como misión mejorar los recursos de las unidades operativas en la lucha contra los delitos electrónicos.

### Mando de Personal
El Mando de Personal está a cargo de un teniente general en servicio activo. Es responsable de la dirección y el desarrollo de la política de personal y educativa de la Guardia Civil. Para estas funciones hay una Secretaría Técnica. Del Mando de Personal dependen los siguientes organismos, siempre al mando de un oficial general en servicio activo:
- Jefatura de Personal: tiene la responsabilidad de organizar y gestionar todo lo relativo al régimen de ascensos, destinos, situaciones administrativas, retribuciones y régimen disciplinario. También gestiona la Sección del Archivo General en la Dirección General de la Guardia Civil.[158]
- Jefatura de Enseñanza: tiene la responsabilidad de organizar y gestionar la selección y capacitación del personal de la Guardia Civil, así como del desarrollo de las actividades técnico-docentes de formación, perfeccionamiento y especialización de dicho personal.[158]
- Jefatura de Asistencia al Personal: tiene la responsabilidad de organizar, dirigir, coordinar y gestionar la acción social y la asistencia sanitaria y psicológica al personal destinado en la Dirección General de la Guardia Civil, así como promocionar la seguridad y salud en el trabajo de los guardias civiles y de los miembros de las Fuerzas Armadas que presten servicios en unidades, centros y organismos de la citada Dirección General.[158]
- Secretaría Permanente para la Clasificación y Evaluación: tiene la responsabilidad de facilitar la labor de los órganos de evaluación, para lo cual aportará la documentación de los miembros a evaluar y adoptará las medidas necesarias para el buen fin de la evaluación, así como el mantenimiento, custodia y reserva de dichos documentos.[158]

### Mando de Apoyo
El Mando de Apoyo está a cargo de un teniente general en servicio activo. Es responsable de la dirección y el desarrollo de la política de personal y educativa de la Guardia Civil. Para estas funciones hay una Secretaría Técnica. Del Mando de Apoyo dependen los siguientes organismos, siempre al mando de un oficial general en servicio activo:
- Jefatura de los Servicios de Apoyo: tiene la responsabilidad de la gestión, control y mantenimiento de los medios materiales para la realización del servicio, en particular, del material móvil, armamento, equipamiento policial e infraestructuras.[158]
- Jefatura de Servicios Técnicos: tiene la responsabilidad de la gestión, control y mantenimiento operativo de los equipos y sistemas informáticos, de telecomunicaciones y equipos especiales asignados a la Guardia Civil, la investigación y desarrollo tecnológico de los recursos materiales de aplicación a la actividad de dicho Cuerpo, así como la programación, obtención y análisis de los datos necesarios para la Guardia Civil, elaborando las estadísticas correspondientes, y hacer guardar el cumplimiento normativo y las actividades relacionadas con la seguridad de la información en el ámbito de las tecnologías de la información y las comunicaciones del Cuerpo.[158]
- Jefatura de Asuntos Económicos: tiene la responsabilidad de administrar los recursos financieros y patrimoniales.[158]

## Misión y funciones
En virtud de la Ley Orgánica 2/1986, de 13 de marzo, de Fuerzas y Cuerpos de Seguridad, la Guardia Civil tiene la misión de proteger el libre ejercicio de los derechos y libertades y garantizar la seguridad ciudadana mediante el desempeño de las siguientes funciones:
- Velar por el cumplimiento de las Leyes y disposiciones generales, ejecutando las órdenes que reciban de las autoridades, en el ámbito de sus respectivas competencias.[6]
- Auxiliar y proteger a las personas y asegurar la conservación y custodia de los bienes que se encuentren en situación de peligro por cualquier causa.[6]
- Vigilar y proteger los edificios e instalaciones públicos que lo requieran.[6]
- Velar por la protección y seguridad de altas personalidades.[6]
- Mantener y restablecer, en su caso, el orden y la seguridad ciudadana.[6]
- Prevenir la comisión de actos delictivos.[6]
- Investigar los delitos para descubrir y detener a los presuntos culpables, asegurar los instrumentos, efectos y pruebas del delito, poniéndolos a disposición del juez o tribunal competente y elaborar los informes técnicos y periciales procedentes.[6]
- Captar, recibir y analizar cuantos datos tengan interés para el orden y la seguridad pública, y estudiar, planificar y ejecutar los métodos y técnicas de prevención de la delincuencia.[6]
- Colaborar con los servicios de protección civil en los casos de grave riesgo, catástrofe, o calamidad pública, en los términos que se establezcan en la legislación de protección civil.[6]

La Guardia Civil cuenta con más de 2 000 instalaciones y con más de 80 000 agentes.

### Competencias exclusivas
De acuerdo a lo dispuesto en la mencionada Ley 2/86, la Guardia Civil ejerce, con carácter exclusivo, las siguientes competencias:
- Las derivadas de la legislación vigente sobre armas y explosivos.[6]
- El resguardo fiscal del Estado y las actuaciones encaminadas a evitar y perseguir el contrabando.[6]
- La vigilancia del tráfico, tránsito y transporte en las vías públicas interurbanas.[6]
- La custodia de vías de comunicación terrestre, costas, fronteras, puertos, aeropuertos y centros e instalaciones que por su interés lo requieran.[6]
- Velar por el cumplimiento de las disposiciones que tiendan a la conservación de la naturaleza y medio ambiente, de los recursos hidráulicos, así como de la riqueza cinegética, piscícola, forestal y de cualquier otra índole relacionada con la naturaleza.[6]
- La conducción interurbana de presos y detenidos.[6]
- Aquellas otras que le atribuye la legislación vigente.[6]

Las Fuerzas y Cuerpos de Seguridad del Estado están obligadas a la cooperación recíproca en el desempeño de sus competencias respectivas. La competencia de tráfico fue transferida en la comunidad autónoma del vasca desde 1983 y en la catalana desde 1998. En la Comunidad Foral de Navarra es compartida con la Policía Foral desde 2006.
A las competencias exclusivas se dedica un 34% del personal, unos 25 000 agentes.

### Dependencias
La Guardia civil tiene, básicamente, una doble dependencia:
- Del Ministerio del Interior para el cumplimiento de las funciones establecidas en la Ley Orgánica 2/1986, de 13 de marzo, de Fuerzas y Cuerpos de Seguridad, para proteger el libre ejercicio de los derechos y libertades y garantizar la seguridad ciudadana, así como para sus retribuciones, destinos, acuartelamientos y material.[6] Esto supone alrededor del 95-97 % de su actividad.
- Del Ministerio de Defensa en lo concerniente al régimen de ascensos y situaciones del personal, así como a las misiones de carácter militar que se encomienden a la Guardia Civil, ejerciendo, respecto al voluntariado especial para la prestación del servicio militar en la misma las competencias que normativamente le correspondan.[6][179] Las misiones militares que pueden encomendarse a la Guardia Civil están reguladas por el Real Decreto 1438/2010.[179] En tiempo de guerra y durante el estado de sitio dependerá exclusivamente del Ministerio de Defensa.[6][180][181]

Conjuntamente, los Ministerios de Defensa e Interior dispondrán todo lo referente a la selección, formación, perfeccionamiento, armamento y despliegue territorial, y propondrán al Gobierno el nombramiento del titular de la Dirección General de la Guardia Civil, así como la normativa reguladora del voluntariado especial para la prestación del servicio militar en la misma.
Además, en el cumplimiento de sus misiones y como agentes de la autoridad, los miembros de la Guardia Civil actúan de acuerdo con diferentes autoridades:
- En su faceta de policía judicial, depende de los jueces, tribunales y del Ministerio Fiscal,[6] tanto de la jurisdicción ordinaria como, en su caso, de la militar.
- Como resguardo fiscal del Estado y para evitar el contrabando, actúa de acuerdo con el Ministerio de Economía y Hacienda.[7]
- Su responsabilidad en la protección de la naturaleza, implica su relación con los Ministerios de Fomento y Medio Ambiente y Medio Rural y Marino,[7] así como con las comunidades autónomas.
- Se relaciona igualmente con otros ministerios y con las delegaciones del Gobierno para la Extranjería e Inmigración, así como con el Plan Nacional sobre Drogas.
- Depende de los delegados y subdelegados del Gobierno en las diferentes provincias y comunidades, en el ámbito de las competencias de estas autoridades.
- La Guardia Civil depende de la Jefatura Central de Tráfico, cuyo principal organismo es la Dirección General de Tráfico (DGT), para sus labores de vigilancia y protección en las carreteras,[182] que le corresponden por la Ley Orgánica 2/1986, de 13 de marzo.[183]
- En los casos de los municipios que no cuenten con una policía local/municipal, dependerán, en el respectivo ámbito de las competencias (tráfico dentro del casco urbano, policía administrativa del municipio, cumplimiento de normativa municipal, etc.) de los alcaldes, de dichas autoridades.

En general, la Guardia Civil vela por la aplicación de las leyes y reglamentos, denunciando cualquier infracción a la administración correspondiente.

### Unidades especializadas territoriales
Con el fin de dar el mayor servicio a la sociedad, la Guardia Civil a lo largo de su dilatada historia ha ido creando unidades, grupos y equipos que cubriesen de una manera más eficaz las competencias asignadas.
- Patrullas de Seguridad Ciudadana. Patrullas policiales en demarcaciones territoriales a nivel municipal o supramunicipal.
- Unidades de Seguridad Ciudadana de la Comandancia (USECIC). Actúan a nivel provincial.
- Unidades de Seguridad Ciudadana de la Compañía (USECICO). Actúan a nivel comarcal.
- Patrullas Fiscales Territoriales.[184]
- Unidades de Policía Judicial: hay Unidades de Policía Judicial de zonas a nivel autonómico, Unidades de Policía Judicial de comandancias a nivel provincial y Equipos de Policía Judicial a nivel comarcal. Las Unidades de Policía Judicial de las comandancias tienen Equipos de Delincuencia Organizada y Antidroga.[185] y Equipos de Delitos Telemáticos (EDITE), para la lucha contra la delincuencia informática.[165]
- Equipos de mujer y menores (EMUME).
- Unidad de Protección y Seguridad (UPROSE): para la protección de edificios públicos en Madrid.[186]
- Intervención de Armas y Explosivos.[187]
- Servicio de Protección y Seguridad (SEPROSE) encargada de la gestión de la seguridad privada por parte de la Guardia Civil, además les compete la protección de establecimientos penitenciarios o la conducción de penados, presos y detenidos.[188]
- Equipos de Atención al Inmigrante (EDATI) actúan a nivel provincial en el arco mediterráneo. Atienden específicamente a inmigrantes.
- Grupos de Rescate e Intervención en Montaña: En 1967 se crean las Unidades de Esquiadores-Escaladores, encargadas tanto del rescate en montaña como de la vigilancia de los pasos fronterizos en los Pirineos. En 1981 se reorganizaron los efectivos, creándose los Grupos de Rescate Especial de Intervención en Montaña (GREIM). En la década de 1990 se especializaron también en espeleología y rescates en medios acuáticos. La sede central está en Jaca. Tienen efectivos en la provincia de Huesca, Asturias, la provincia de Granada, la Comunidad de Madrid y la provincia de Lérida.[189]
- Grupo de Apoyo en Tecnologías de la Información (GATI): especialidad desplegada en unidades territoriales tipo comandancia que surgió de la unión de los Servicios de Informática y Transmisiones ante la creciente relación de los sistemas de telecomunicaciones con las nuevas tecnologías de la información.
- Unidad de Música de la Dirección General. Es el resultado de la unificación de las dos unidades preexistentes, la del Primer Tercio Móvil, ubicada en Madrid y la del Colegio de Guardias Jóvenes, en Valdemoro (Comunidad de Madrid).[190][191]

## Personal

### Condición de militar
El personal de la Guardia Civil tiene la condición de militar de carrera. Esta consideración y naturaleza militar del Instituto y sus miembros es permanente e independiente de si se están realizando misiones puramente policiales (las más habituales) o militares que se les asignen en base al Real Decreto 1438/2010.
Para entrar en la Guardia Civil debe tenerse nacionalidad españolaasí como reunir otros requisitos: compromiso de portar armas, un límite de edad máxima, carecer de antecedentes, etc. Todos los años se convocan oposiciones para el ingreso en la Escala de Cabos y Guardias, en las que hay que superar unas pruebas físicas y un examen de conocimientos sobre diversos temas (preguntas tipo test) así como unas pruebas psicotécnicas, de personalidad, un reconocimiento médico y una entrevista.

### Ingreso y formación
El personal de la Guardia Civil se rige por la Ley 29/2014, de 28 de noviembre. Se distribuye en las escalas de oficiales, suboficiales y de cabos y guardias.
- Oficiales: con título universitario.
  - Oficiales generales: mando en la estructura, alta dirección y gestión de los recursos humanos, materiales y financieros.[192] Esta categoría la forman los empleos de teniente general, general de división y general de brigada.[192]
  - Oficiales: acciones directivas, especialmente de mando, coordinación, inspección y gestión de los servicios y de los recursos humanos, materiales y financieros.[192] En esta categoría están los empleos de coronel, teniente coronel, comandante, capitán y teniente.[192]
- Suboficiales: con formación profesional de grado superior.[192]

Tienen la responsabilidad de cumplir las instrucciones recibidas y las funciones directivas que les correspondan a su nivel, ejerciendo el mando y la iniciativa adecuados al mismo. Son colaboradores de los oficiales. Esta categoría incluye los empleos de suboficial mayor, subteniente, brigada, sargento primero y sargento.
- Cabos: con formación profesional de grado medio.[192] Abarca los empleos de cabo mayor, cabo primero y cabo.[192]
- Guardias: con formación profesional de grado medio.[192]

Según la Ley 29/2014, de 28 de noviembre, cuando un guardia civil participe en una misión en el extranjero, y a propuesta del ministro de Defensa, podrá ostentar un rango superior de forma eventual.

### Divisas de la escala de oficiales, categorías de Oficiales Generales y Oficiales
| Código OTAN | OF-8                       | OF-7                          | OF-6                         | OF-5              | OF-4                       | OF-3                 | OF-2              | OF-1               | OF-1           |
| ----------- | -------------------------- | ----------------------------- | ---------------------------- | ----------------- | -------------------------- | -------------------- | ----------------- | ------------------ | -------------- |
| España      | Divisa de teniente general | Divisa de general de división | Divisa de general de brigada | Divisa de coronel | Divisa de teniente coronel | Divisa de comandante | Divisa de capitán | Divisa de teniente | Alférez alumno |
| España      | Teniente general           | General de división           | General de brigada           | Coronel           | Teniente coronel           | Comandante           | Capitán           | Teniente           | Alférez        |
|             |                            |                               |                              |                   |                            |                      |                   |                    |                |

### Divisas de las escalas de suboficiales, cabos y guardias de la Guardia Civil
| Código OTAN | OR-9                       | OR-9                  | OR-8              | OR-7                       | OR-6               | OR-5                 | OR-4                   | OR-3           | OR-2                               | OR-1                    |
| ----------- | -------------------------- | --------------------- | ----------------- | -------------------------- | ------------------ | -------------------- | ---------------------- | -------------- | ---------------------------------- | ----------------------- |
| España      | Divisa de suboficial mayor | Divisa de subteniente | Divisa de brigada | Divisa de sargento primero | Divisa de sargento | Divisa de cabo mayor | Divisa de cabo primero | Divisa de cabo | Divisa de guardia civil de primera | Divisa de guardia civil |
| España      | Suboficial mayor           | Subteniente           | Brigada           | Sargento primero           | Sargento           | Cabo mayor           | Cabo primero           | Cabo           | Guardia de primera                 | Guardia civil           |

### Divisas de alumnos y aspirantes de la Guardia Civil

#### Academia General Militar
| Código OTAN | Oficiales cadetes            | Oficiales cadetes | Oficiales cadetes                                             | Oficiales cadetes |
| ----------- | ---------------------------- | ----------------- | ------------------------------------------------------------- | ----------------- |
| España      | Alférez alumno               | Cadete de 2º      | Cadete de 1º                                                  |                   |
| España      | Alférez alumno (3º. 4º y 5º) | Cadete de 2º      | Cadete de 1º (Usada también en la Escala de Cabos y Guardias) |                   |

#### Academia de Suboficiales de la Guardia Civil
| Código OTAN | Suboficiales alumnos | Suboficiales alumnos | Suboficiales alumnos | Suboficiales alumnos |
| ----------- | -------------------- | -------------------- | -------------------- | -------------------- |
| España      | Sargento alumno      | Alumno de 2º         | Alumno de 1º         |                      |
| España      | Sargento alumno      | Alumno de 2º         | Alumno de 1º         |                      |

En virtud del Real Decreto 1970/1983, de 22 de junio, a partir de 6 años ininterrumpidos de servicio los guardias civiles disfrutarán de igual tratamiento y consideración que los suboficiales. Los cabos tendrán esta consideración desde el día en alcanzar ese empleo, si antes no lo hubieran obtenido.
| Consideración de Suboficial |
| --------------------------- |
| Consideración de Suboficial |

### Tiras de pecho, "galletas", de las unidades de la Guardia Civil
| Código OTAN | OF-8                       | OF-7                          | OF-6                         | OF-5              | OF-4                       | OF-3                 | OF-2              | OF-1               | OF-1              |
| ----------- | -------------------------- | ----------------------------- | ---------------------------- | ----------------- | -------------------------- | -------------------- | ----------------- | ------------------ | ----------------- |
| España      | Divisa de teniente general | Divisa de general de División | Divisa de general de Brigada | Divisa de coronel | Divisa de teniente coronel | Divisa de comandante | Divisa de capitán | Divisa de teniente | Divisa de alférez |
| España      | Teniente general           | General de división           | General de brigada           | Coronel           | Teniente coronel           | Comandante           | Capitán           | Teniente           | Alférez           |
|             |                            |                               |                              |                   |                            |                      |                   |                    |                   |

| Código OTAN | OR-9                       | OR-9                  | OR-8              | OR-7                       | OR-6               | OR-5                 | OR-4                   | OR-3           | OR-2                               | OF-1                                           | OF-1                                        |
| ----------- | -------------------------- | --------------------- | ----------------- | -------------------------- | ------------------ | -------------------- | ---------------------- | -------------- | ---------------------------------- | ---------------------------------------------- | ------------------------------------------- |
| España      | Divisa de suboficial mayor | Divisa de subteniente | Divisa de brigada | Divisa de sargento primero | Divisa de sargento | Divisa de cabo mayor | Divisa de cabo primero | Divisa de cabo | Divisa de guardia civil de primera | Actual Divisa de guardia civil (2011-presente) | Antigua Divisa de guardia civil (1989-2012) |
| España      | Suboficial mayor           | Subteniente           | Brigada           | Sargento primero           | Sargento           | Cabo mayor           | Cabo primero           | Cabo           | Guardia de primera                 | Guardia civil (2011-presente)                  | Guardia civil (1989-2012)                   |

### Asociaciones profesionales
La legislación vigente prohíbe a los miembros de la Guardia Civil la afiliación a sindicatos, por tener carácter militar, según el artículo 28.1 de la Constitución Española y el artículo 1.3 de la Ley Orgánica de Libertad Sindical. Según Ley Orgánica 2/1986, de 13 de marzo, de fuerzas y cuerpos de seguridad, los policías nacionales pueden crear sindicatos, pero con determinados requisitos, que son similares para policías autonómicos y locales.
Sin embargo, desde la aprobación de la Ley Orgánica 11/2007 de los derechos y deberes de los guardias civiles, tienen garantizado el derecho a la asociación profesional.
En enero de 2009 se eligió por vez primera al Consejo de la Guardia Civil, en las que resultaron: para la Escala Superior de Oficiales, un vocal de la agrupación de electores creada a ese fin; para la Escala de Oficiales, un vocal de la Unión de Oficiales (UO); para la Escala de Suboficiales, dos vocales de la Asociación de la Escala de Suboficiales (ASES-GC); y para la Escala de Cabos y Guardias, nueve vocales de la Asociación Unificada de Guardias Civiles (AUGC) y dos de la Unión de Guardias Civiles (UniónGC).

### Igualdad
Desde febrero de 1988 las mujeres pueden acceder a las pruebas de selección para el ingreso como Guardias civiles. Ese año 197 mujeres ingresaron en la Guardia Civil, de un total de 2.817 mujeres que se presentaron a los procesos selectivos.
En 2018 la Guardia Civil contaba con más de 5 000 mujeres que suponen poco más del 7 % de la plantilla. En 1998 Cristina Moreno se convirtió en la primera mujer oficial con el grado de teniente de la Guardia Civil y en 2016 fue también la primera mujer ascendida a teniente coronel logrando el rango más alto que ostenta una agente en el cuerpo.
En septiembre de 2018 se creó el Área de Mujeres e Igualdad dentro del Gabinete Técnico de la Dirección General de la Guardia Civil dependiente del Comité para la Igualdad Efectiva de Mujeres y de Hombres de la Guardia Civil, al frente de la cual está María Dolores Gimeno que en mayo de 2018 se convirtió en la segunda mujer en obtener el rango de teniente coronel en este cuerpo.Desde entonces el número de mujeres que se presentan y superan la oposición está en aumento, acercándose a proporciones del 30%.

## Armamento
La pistola semiautomática EMTAN Ramon de 9 x 19 mm fue adoptada por la Guardia Civil en 2021 como nueva arma de fuego para reemplazar completamente a la Beretta 92F en servicio desde 2005. La pistola Ramon es similar en apariencia a la Glock 19 con algunas diferencias.

## Organización periférica
La organización periférica de la Dirección General de la Guardia Civil estará constituida por las zonas, comandancias, compañías y puestos.

### Zonas

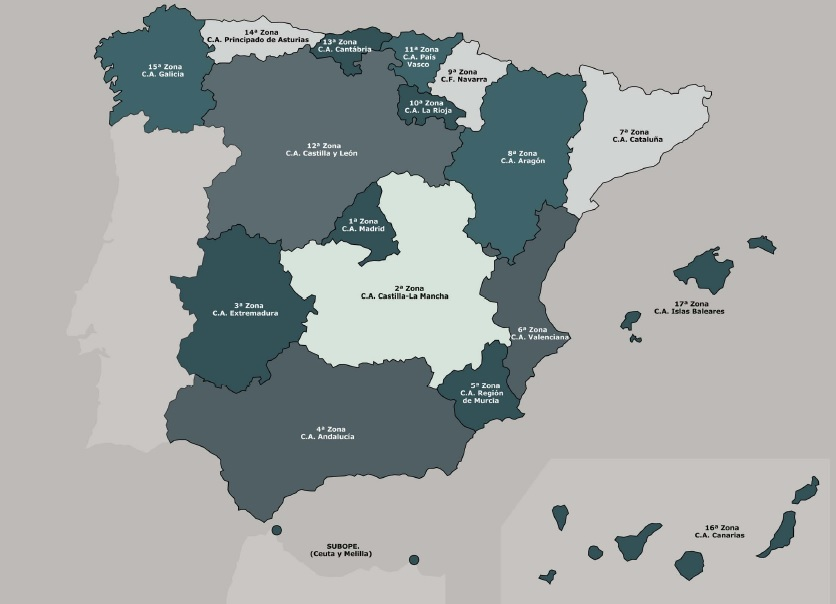
Demarcación de Zonas.

Las zonas son las unidades de mando, coordinación e inspección de todos los servicios de la Dirección General de la Guardia Civil existentes en el ámbito territorial de cada una de ellas. En las comunidades autónomas pluriprovinciales se estructura en comandancias. Dependen del director adjunto operativo a través del mando de operaciones. El mando de las zonas, 1, 2, 3, 4, 6, 7, 8, 11, 12, 15 y 16 será ejercida por un oficial general de la Guardia Civil y el resto por un coronel de la Guardia Civil.
Cada zona comprende el territorio de una comunidad autónoma. Su numeración, denominación y sede es:
- 1.ª Zona: Comunidad de Madrid, con sede en Madrid.
- 2.ª Zona: Castilla-La Mancha, con sede en Toledo.
- 3.ª Zona: Extremadura, con sede en Mérida (Badajoz).
- 4.ª Zona: Andalucía, con sede en Sevilla.
- 5.ª Zona: Región de Murcia, con sede en Murcia.
- 6.ª Zona: Comunidad Valenciana, con sede en Valencia.
- 7.ª Zona: Cataluña, con sede en Barcelona.
- 8.ª Zona: Aragón, con sede en Zaragoza.
- 9.ª Zona: Comunidad Foral de Navarra, con sede en Pamplona.
- 10.ª Zona: La Rioja, con sede en Logroño.
- 11.ª Zona: País Vasco, con sede en Vitoria.
- 12.ª Zona: Castilla y León, con sede en León.
- 13.ª Zona: Cantabria, con sede en Santander.
- 14.ª Zona: Principado de Asturias, con sede en Oviedo.
- 15.ª Zona: Galicia, con sede en La Coruña.
- 16.ª Zona: Canarias, con sede en Santa Cruz de Tenerife.
- 17.ª Zona: Islas Baleares, con sede en Palma de Mallorca.

### Comandancias

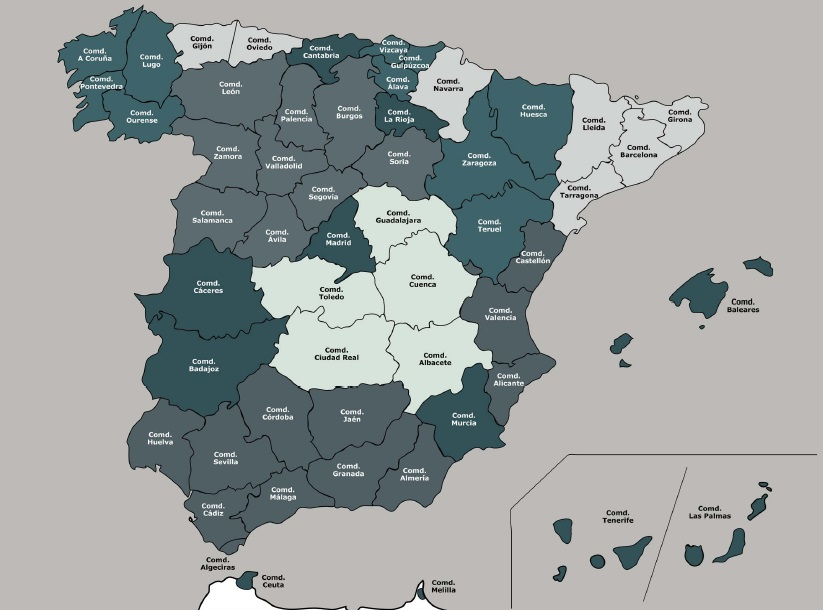
Demarcación de Comandancias.

Las comandancias se definen como una unidad territorial fundamental y se concibe como la encargada de llevar a cabo en su respectiva demarcación, incluido el mar territorial, las misiones que las distintas disposiciones encomiendan al Cuerpo de la Guardia Civil.
Son las unidades de mando, planificación, dirección, ejecución, gestión, coordinación y control de los servicios en sus territorios. Están compuestas por varias compañías territoriales y unidades u órganos funcionales.
En cada provincia debe haber, al menos, una comandancia. Estas han sido establecidas por el Consejo de Ministros. España está estructurada en una comandancia por provincia, a las que hay que sumar las comandancias de Ceuta y Melilla, ciudades con su propio estatuto de autonomía.
Las comandancias disponen de un Centro Operativo de Servicios (COS) que coordina las 24 horas del día los servicios de seguridad ciudadana y atiende las demandas de los ciudadanos, a través del 062 y del 112 de los centros de emergencias de las comunidades autónomas.

### Compañías
Encuadradas en el ámbito  territorial de la Comandancia al que pertenecen, las Compañías (ubicadas por lo general en las cabeceras de las comarcas) son las Unidades territoriales encargadas de planificar, coordinar y dirigir en sus territorios, que suelen corresponderse con las comarcas de pueblos y ciudades, las misiones que las disposiciones vigentes encomiendan al Cuerpo de la Guardia Civil. Están conformadas por los puestos.

### Puestos
Las compañías se dividen en puestos principales, puestos y puestos auxiliares. Estos podrán abarcar uno o varios municipios. Al igual que las compañías, tienen la responsabilidad de planificar, coordinar, dirigir y ejecutar, en sus respectivas demarcaciones, las misiones que las disposiciones vigentes encomiendan al Cuerpo de la Guardia Civil.
Los puestos principales están a cargo de un oficial de la Guardia Civil. Son para atender localidades con alta demanda de servicios, generalmente derivada de grandes concentraciones urbanas, industriales o turísticas.
Los puestos pueden ser mandados por un suboficial. Abarcan una demarcación con demanda de servicios media.
Los puestos auxiliares son similares a los anteriores, pero se sitúan en zonas poco pobladas para garantizar la asistencia al ciudadano.

## Medios

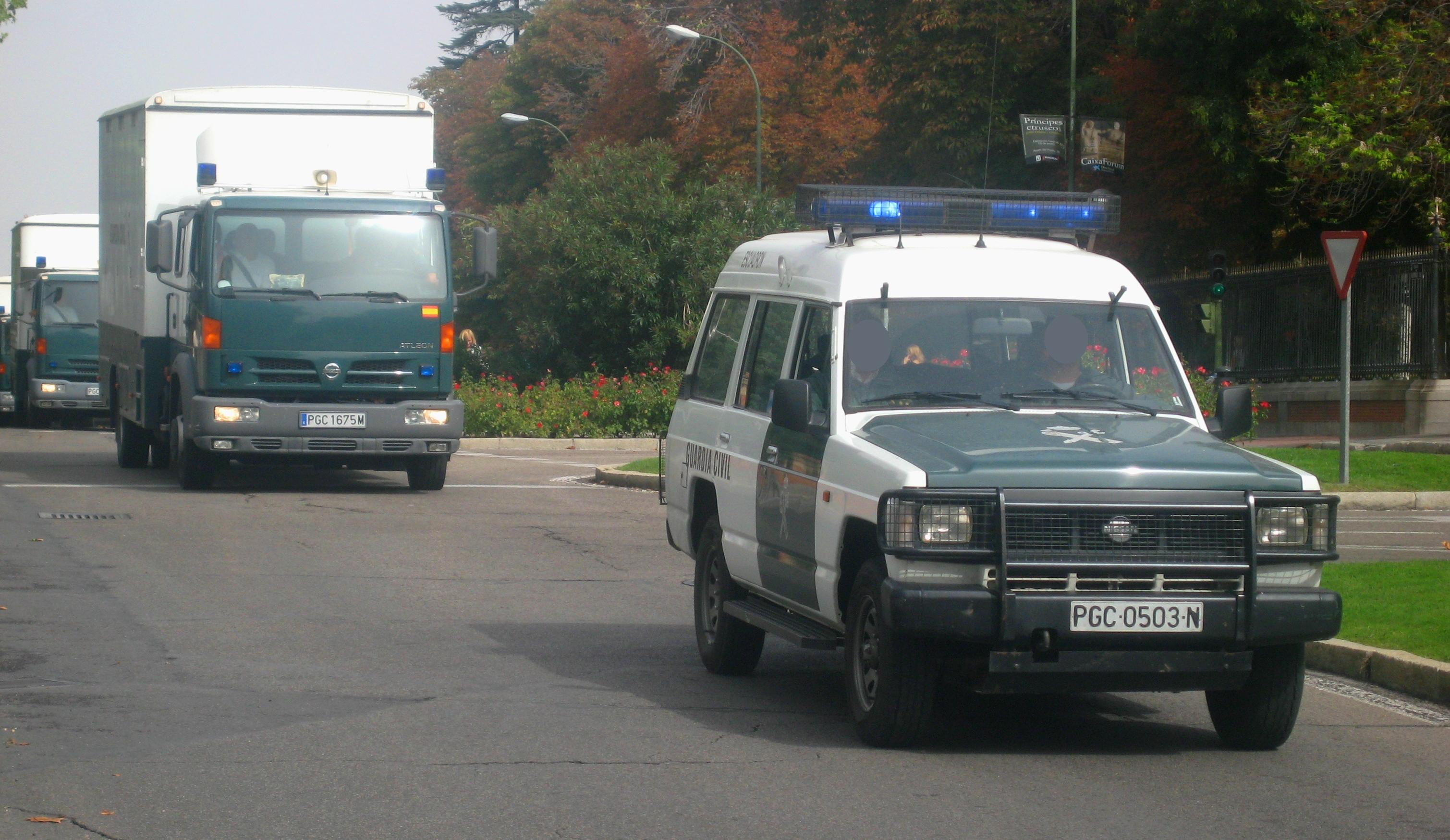
Nissan Patrol largo y Nissan Atleon del Escuadrón de Caballería.

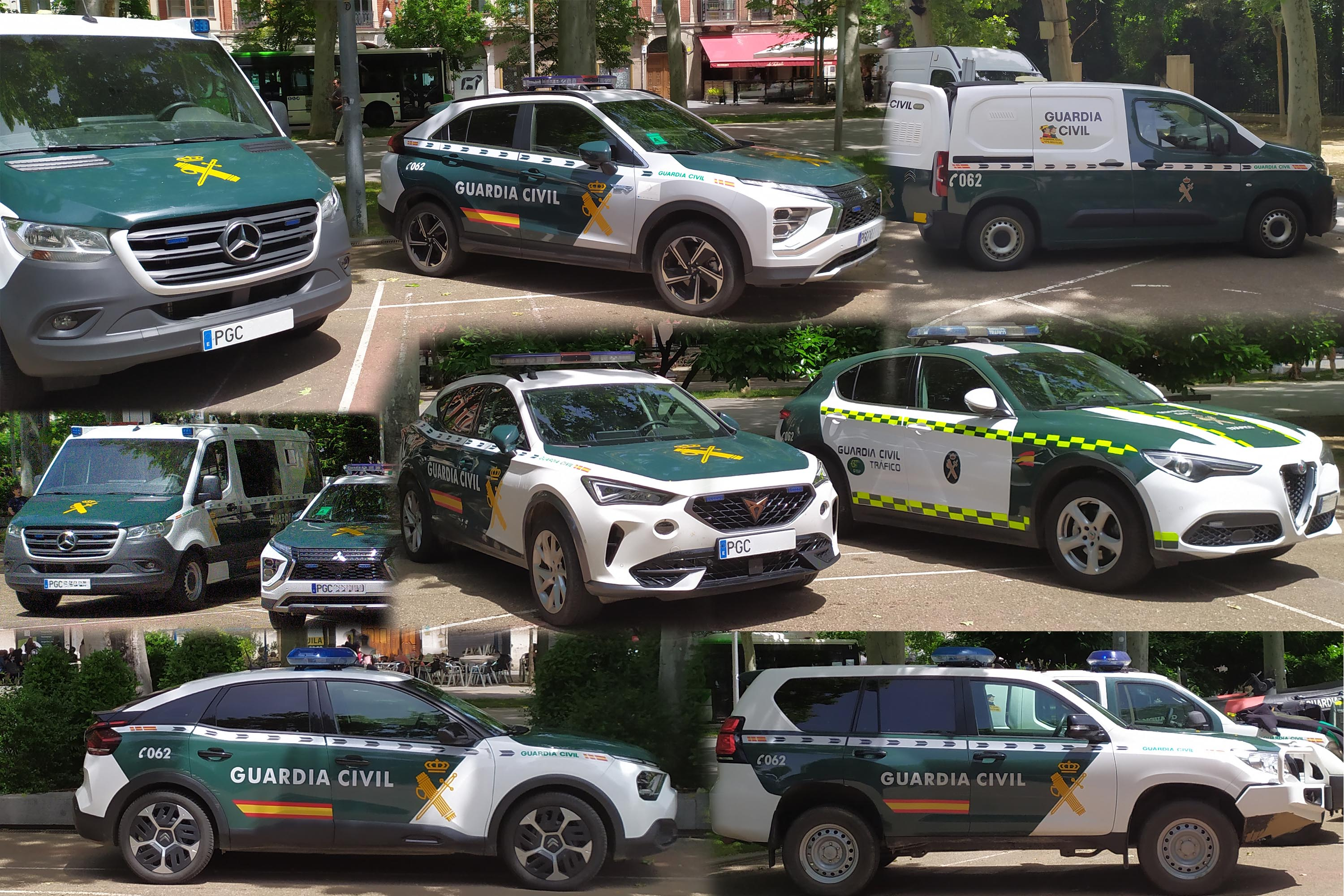
Vehículos de diferentes unidades.

Los principales medios con que cuenta la Guardia Civil se encuentran integrados en los siguientes servicios:
- Servicio de Acuartelamiento.
- 2 691 cuarteles
- 35 983 pabellones-viviendas:
  - 32 264 propios.
  - 3147 de otras entidades.
  - 571 de particulares.
- Servicio de Armamento y Equipamiento policial.
- Servicio de Material Móvil.
- Servicio Cinológico y de Remonta:
  - 500 perros.
  - 131 caballos.
- Servicio de Informática.
- Servicio de Telecomunicaciones.

## Proyección internacional
El 31 de mayo de 1847 el duque de Ahumada, inspector general, recibió la orden de formar un destacamento para ayudar en el fin de una rebelión dirigida por la Junta Revolucionaria de Oporto, en Portugal. Ese mismo día cursó la orden de su formación y las Instrucciones para el servicio de las secciones del Cuerpo de la Guardia Civil que se destinen a los Ejércitos de Operaciones. Estas instrucciones fueron aprobadas por Real Orden del 7 de abril de 1847. Estos guardias civiles se integraron en el grupo militar para esta misión, dirigido por el general Manuel Gutiérrez de la Concha e Irigoyen.
Tras su intervención en las campañas de África y México, en 1867, salió a relucir el distintivo «Guardia Civil» en El Salvador, en un intento de crear un cuerpo policial similar, pero el proyecto fracasó. También se llevó a cabo en el Perú, en 1855, donde crearon un cuerpo de gendarmería regida por un reglamento inspirado en «los severos postulados de la Guardia Civil española», llamándolos «Guardias Civiles» o «Gendarmes», indistintamente y con su reglamento completamente extraído del libro de instrucción de la Guardia Civil española. Posteriormente, se llevó a cabo un proyecto similar en Colombia, en el año 1902.
Un teniente coronel (Pedro Pueyo España) junto a tres oficiales (capitán Bernardo Sánchez Visaires, teniente Adolfo Carretero Parreño, que por enfermedad tuvo que volver a España, siendo reemplazado por el de igual clase teniente Fernando Gómez Ayau) y un suboficial (sargento primero José Gómez Hernández, primer instructor de guardias) llegaron a Perú el 22 de noviembre de 1921 para establecer las bases sobre las cuales debería formarse la Guardia Civil del Perú, organizando un Cuerpo de la Guardia Civil (Policía Rural) similar a la Benemérita española, sobre la base de las Gendarmerías de la República. También la de formar otro Cuerpo llamado de Seguridad o de Orden Público sobre la base de la antigua Guardia Civil Urbana y Rural así como de fundar otro Cuerpo más, denominado de Investigación y Vigilancia, la Policía de Investigaciones del Perú (Policía Civil), con los elementos aprovechables de la Sección de Investigaciones de la Intendencia de Policía y los sargentos primeros, licenciados del Ejército, o de los mismos que prestaban servicio como oficiales asimilados en las Gendarmerías existentes, con una escuela común para los tres cuerpos policiales peruanos la cual sería dirigida por Oficiales de la Guardia Civil de España. Es de destacar que los mismos, se encargaron de formar un Batallón de Tráfico, treinta años antes incluso de la creación de la Agrupación de Tráfico de la Guardia Civil en España. La misión terminó en 1936 con los inicios de la guerra civil española, reiniciándose en 1949 con un coronel y dos comandantes. Los archivos históricos de la Guardia Civil, revelan que en 1894, el gobierno de Guatemala solicitó al gobierno de España el envío de una misión con dos sargentos o cabos, hecho que no trascendió.
Posteriormente, en 1912, dos capitanes y un sargento asesoraron a las autoridades de El Salvador para formar su Guardia Nacional, cuyo primer reglamento está totalmente inspirado en el de la Guardia Civil española. Uno de los capitanes, ascendido en Centroamérica al grado de coronel, llegó en 1921 a ser inspector general de Seguridad en El Salvador. Posteriormente, un comandante y otros dos capitanes, llegaron en 1924 a dicho país y consiguieron que se aprobara la ley orgánica de la Guardia Nacional, ostentando el lema "el honor es su divisa", al que se añadió, "como en la madre Patria". Finalmente, otras cooperaciones sin la entidad ni profundidad con la que se abordaron los proyectos en El Salvador y Perú, fueron diversas expediciones a Colombia entre 1916 y 1919, Costa Rica en 1920 y Venezuela entre 1936 y 1940.
En 1960, España atendió finalmente las reiteradas peticiones del gobierno de Guatemala, enviando a dos oficiales y dos suboficiales.

### Segunda Guerra Mundial
La participación de más de 300 guardias civiles como policía militar de campaña encuadrados en la División Azul, vistiendo el uniforme del Ejército alemán, en el Frente del Este durante la Segunda Guerra Mundial, es posiblemente uno de los hechos históricos más desconocidos del cuerpo.
El 14 de julio de 1941 partió desde Madrid una Sección de Gendarmería de Campaña o Feldgendarmerie, compuesta por guardias civiles. Orgánicamente, la Sección de la Guardia Civil quedó adscrita a las Tropas del Cuartel General de la División y concretamente a la Cuarta Sección de Estado Mayor (Servicios), ejerciendo misiones propias de policía militar, tales como control de la circulación rodada o hipomóvil; auxilio a soldados desorientados en búsqueda del emplazamiento de sus unidades; vigilancia de sospechosos, tanto soldados propios como personal civil de la zona; escolta a expediciones que por diversos motivos regresaban a España; prevención de operaciones partisanas; y censura de correspondencia y paquetería del correo de campaña. Aunque no eran sus misiones específicas, fueron empleados puntualmente para combatir como fuerza de infantería, tal y como ocurrió en la posición de Schewelewo; o para la limpieza de francotiradores en la zona de Bosnia.
La División Española de Voluntarios, entre el 14 de julio de 1941 y el 16 de noviembre de 1943, y la Legión Española de Voluntarios, entre el 17 de noviembre de 1943 y el 12 de abril de 1944, prestaron entre todos ellos servicios por un total de cinco capitanes, dieciséis tenientes y 320 suboficiales y guardias civiles, independientemente de un número indeterminado que desde España y regreso, vistiendo el uniforme verde del cuerpo y portando el tradicional tricornio negro, escoltó ocasionalmente por toda Europa a diversos trenes que transportaban mercancías y efectos nacionales para los divisionarios.

### Época actual
Recientemente la Guardia Civil inició una etapa de andadura por los diversos escenarios internacionales donde se han dado cita las organizaciones internacionales tratando de llevar la paz:
| - 1989.- En El Salvador. - 1989-1995- Entre 1989 y 1995 los guardias civiles formaron parte del dispositivo policial de la ONU llamado ONUSAL, tras la guerra civil de El Salvador. A partir de 1995 la Guardia Civil continuó en la misión de la ONU llamada MINUSAL. También ha ayudado a formar a la nueva policía civil de El Salvador. - 1993.- En 1993 participó en la misión de la ONU llamada ONUMOZ en Mozambique para la celebración de las primeras elecciones en ese país en 1994 Posteriormente, dio asistencia técnica a su policía civil. - 1993.- EUNELSA en Sudáfrica. - 1993.- Operación de embargo en el Danubio. - 1994.- Policía UEO en Mostar (Bosnia y Herzegovina). - 1994.- Policía Judicial en Ruanda. - 1995.- Proceso electoral en los Territorios Palestinos. - 1995.- Escolta del Administrador Europeo en Mostar. - 1995.- Proceso de pacificación en Guatemala. - 1995.- MINUSAL en El Salvador. - 1996.- En Bosnia y Herzegovina (SPABRI). - 1996.- IPTF en Bosnia y Herzegovina. - 1996.- Asesoría Técnica Policía Angola. - 1997.- SFOR (OTAN) en Bosnia y Herzegovina (Cuartel General de Sarajevo y DMNSE Mostar) - 1997.- Proyecto de Asistencia Técnica en Guatemala (convenio bilateral). - 1997.- Asistencia Técnica a la Policía de Mozambique. - 1997.- Formación de la policía estatal albanesa (MAPE). - 1997.- Misión de la OSCE en Croacia. - 1997.- Escolta del Alto Representante de Naciones Unidas en Bosnia y Herzegovina - 1997.- Apoyo Técnico Policía Nacional Nicaragua. - 1997.- Proceso electoral en los Territorios Palestinos. - 1998.- Misión de Naciones Unidas en Angola. - 1999.- Asistencia Técnica Policía Costa Rica. - 1999.- Seguridad campo refugiados Hamallah (Albania). - 1999.- Timor Oriental. - 1999.- KFOR en Kosovo, con la OTAN. - 1999.- Apoyo al ICTY- Tribunal Penal Internacional (investigación fosas comunes en Kosovo) | - 1999.- Kosovo, Policía Civil de la ONU. - 2000.- Oficina del Programa de Irak (no es específicamente una misión de paz) - 2000.- Kosovo (UNMIK) Unidad Especial de Policía. - 2002.- Equipo de Seguridad del Alto Representante de la Unión Europea para Afganistán. ([ISAF]) - 2002.- Misión de las Naciones Unidas en apoyo a Timor Oriental. - 2003.- Misión de Policía de la Unión Europea en Bosnia y Herzegovina. - 2003.- Irak. Brigada Plus Ultra. - 2003.- Irak: Asesor de Policía del Ministerio del Interior iraquí. - 2004.-Centro de Situación de la Unión Europea en Bruselas (control operativo de misiones de la UE). - 2004.- Misión de la Guardia Civil como Policía Militar Especial, EUFOR-Althea, dentro de esta hay dos misiones: - - La Unidad de la Guardia Civil en el Cuartel General de EUFOR en Sarajevo. - - La Unidad de la Guardia Civil en la Multinational Task Force South East, MNTF-SE-PM, en Mostar. - 2004.- Misión de Policía de la Unión Europea en la Antigua República Yugoslava de Macedonia (EUPOL-Próxima). - 2004.- Misión de Estabilización de las Naciones Unidas en Haití. - 2004.- Misión de la Fuerza Interina de las Naciones Unidas en el Líbano (UNIFIL). - 2005.- Asesoramiento en EUCOPPS a la policía de Cisjordania, Territorios Palestinos. - 2006.- Fuerza Internacional de Asistencia para la Seguridad ISAF en Afganistán. - 2006.- Misión de la Unión Europea para la Asistencia Fronteriza en Rafah (Franja de Gaza). - 2008.- Misión de la Unión Europea en Georgia. - 2014.- Misión de la Unión Europea en República Centroafricana, EUFOR RCA. - 2017.- Misión de la Unión Europea en el Sahel, GAR-SI Sahel. |

Desde 2005, junto con los otros cuatro Cuerpos policiales de naturaleza militar de la Unión Europea (Arma dei Carabinieri italiana, Gendarmerie Nationale francesa, Guarda Nacional Republicana portuguesa y Koninklijke Marechaussee neerlandesa), forma la Fuerza de Gendarmería Europea o Eurogendfor.

## Críticas y controversias
A lo largo de su historia, la Guardia Civil ha sido criticada y ha estado involucrada en numerosas situaciones o actuaciones polémicas.
Durante todo el siglo XIX, el ejército español se convirtió en un actor regularmente involucrado en política, y la Guardia Civil no fue una excepción. Por esta razón el cuerpo ha sido a menudo descrito históricamente como una fuerza reaccionaria. Manuel Buceta, comandante de la Guardia Civil, participó activamente en el pronunciamiento militar de 1854, conocido como Revolución de 1854 en España o Vicalvarada que dio inicio al bienio progresista (1854-1856). Nuevamente la Guardia Civil participaría en un golpe de Estado en 1874, durante el Golpe de Estado del general Manuel Pavía, que convirtió a la Primera República Española de una república democrática a una república unitaria dictatorial. Durante este golpe, agentes de la Guardia Civil y del Ejército entraron en el edificio del Congreso de los Diputados en Madrid, disparando tiros al aire por los pasillos.
En las últimas décadas del siglo XIX y las primeras décadas del siglo XX, España vivió una época de gran agitación política. Durante este periodo, caracterizado por crecientes huelgas y protestas por parte del movimiento obrero y sus organizaciones, la Guardia Civil fue utilizada para restablecer el orden por los regímenes establecidos, a los que el cuerpo se mantuvo leal. Esto supuso las denuncias constantes de las organizaciones obreras, que acusaban a los agentes de abuso de fuerza, montajes y asesinatos. Uno de los casos más célebres es la de la «organización anarquista secreta» Mano Negra, operativa supuestamente en la década de 1880 en Andalucía y a la que se atribuyeron todo tipo de crímenes, incluyendo asesinatos; esto justificó una gran persecución a las organizaciones clandestinas anarquistas y socialistas, con miles de detenidos. Algunos historiadores sostienen que, aunque la violencia estuvo muy presente en la Andalucía agraria, esta organización no habría existido nunca, sino que sería un montaje policial y una operación de falsa bandera del gobierno, donde la Guardia Civil se habría encargado de la detención de miembros del movimiento obrero y la fabricación y manipulación de «pruebas». Por esta razón los 'guardias' fueron retratados negativamente durante esa época en la literatura popular y la historia, sobre todo por los artistas expatriados españoles y escritores. Ya en el siglo XX, pueden citarse acontecimientos como al Semana Trágica de Barcelona de 1909 o la Huelga general de 1917.
Los mandos de la Guardia Civil apoyaron la dictadura de Miguel Primo de Rivera (1923-1930), pero también a la Segunda República Española. Como ya se ha indicado, durante la guerra civil española, el cuerpo prácticamente se dividió al 50 % entre los dos bandos enfrentados y en ambos los agentes se dedicaron en su mayoría a labores de orden público en la retaguardia. Tras el final de la contienda, durante la dictadura de Francisco Franco la oposición clandestina denunció numerosos casos de brutalidad policial debido a la lealtad de la organización al régimen.
En la década de 1980, tras la vuelta de la democracia a España, la Guardia Civil se vio involucrada en el fallido golpe de Estado del 23 de febrero de 1981, donde uno de sus cabecillas fue el teniente coronel del cuerpo Antonio Tejero, que asaltó el Congreso de los Diputados junto con unos 200 agentes de la Guardia Civil. También en esa década, agentes de la Guardia Civil participaron en el terrorismo de Estado del GAL contra ETA, sacado a la luz por Diario 16 y El Mundo, gracias a los llamados «papeles del CESID». El director general de la Guardia Civil, Luis Roldán, se fugó de España en 1994 tras dimitir por ser imputado en casos de corrupción. Pocos años después se entregaría en Tailandia y sería condenado a prisión. En 1990, El Mundo también publicó que el comandante de la Guardia Civil, Rafael Masa, reclamado por la Justicia por el caso GAL, había sido sacado de España por el gobierno y enviado a Bolivia, donde habría participado en una operación policial que mató a cuatro miembros de la organización comunista peruana Sendero Luminoso.
En el siglo XXI, el cuerpo se ha visto involucrado en actuaciones polémicas en las fronteras de España con Marruecos, si bien no han derivado en consecuencias penales. Aun así la Guardia Civil ha sido en ocasiones la institución mejor valorada, situándose en 2015 en primer lugar con una nota de 6.02 puntos, seguida de la Policía Nacional con una nota de 5,95 puntos y de las Fuerzas Armadas con 5,51 puntos, así lo refleja la valoración de los españoles de ese año que supera la del año anterior cuando la Guardia Civil obtuvo una nota de 5,78 y la Policía Nacional de 5,70 según un estudio realizado por CIS.